# Altar

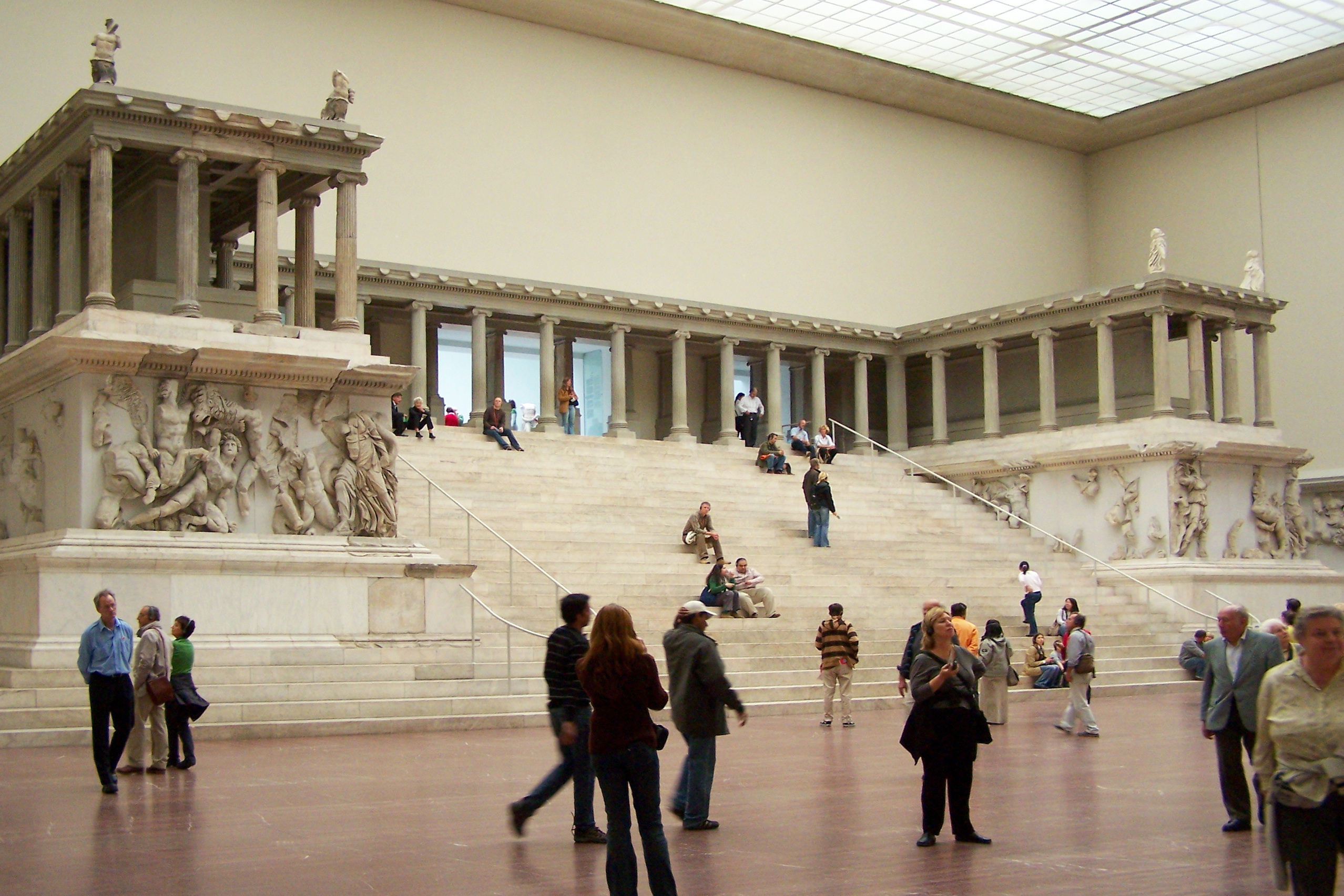
Teilrekonstruktion des Pergamonaltars

Ein Altar (von spätlateinisch altar[e], zu lateinisch altaria „[Aufsatz auf dem] Opfertisch, Brandaltar“ von alta ara „hoher Altar“, „Feuer-Aufsatz“) ist eine Opferstätte oder ein Opfertisch als Verehrungsstätte für Gottheiten.
Auf Altären können Opfergaben dargebracht werden. Doch auch die Errichtung des Altars an sich und seine unter Umständen reiche Verzierung gelten bereits als Akte der Verehrung.

## Vorgeschichte
Der älteste Altar ist der Plattenaltar: eine relativ ebene, im Umriss unregelmäßige Steinplatte, die im Heiligtum auf dem Boden lag oder wie in Lepenski Vir in den Bodenestrich eingelassen war. In der Folge entwickelten sich Bankaltäre, die in einem Gebäude oder einer artifiziellen Höhle umlaufen (Wandaltäre) oder wie bei maltesischen Tempeln Teil der Exedra sind. Mitunter sind sie, sofern auch Flüssigkeiten geopfert wurden, mit Bothroi (Opferlöchern) versehen. Aus dem südosteuropäischen Altneolithikum (Starčevo-Körös, Karanowo) sind kleine Tonaltäre bekannt, die meist vier Füße aufweisen. In den neolithischen Tempeln auf Malta wurden ab 3800 v. Chr. monolithische Tischaltäre errichtet. Die Formen vorgeschichtlicher Altäre variieren (gehörnter Altar von Be’er Scheva) und ihre genauen Bestimmungen führten später, von Religion zu Religion, zu immer anderen Mustern. So gibt es Brand- und Feueraltäre oder Altarberge (Megiddo, Monte d’Accoddi).
Allerdings beruht die Deutung vieler vorgeschichtlicher Altäre auf Analogieschlüssen.

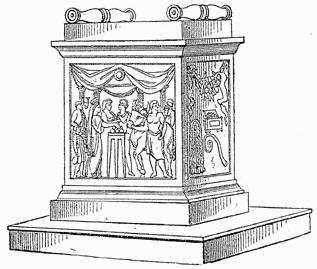
Zeichnung: antiker Altar
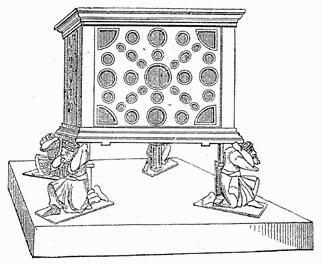
Zeichnung: der Krodoaltar zu Goslar
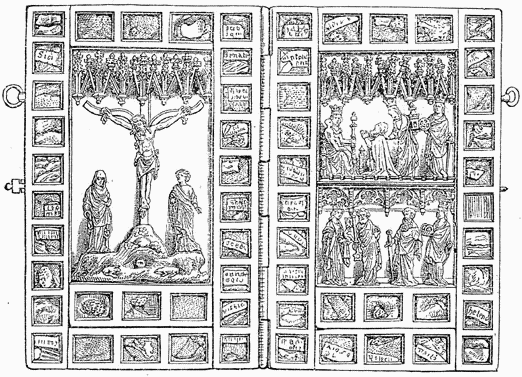
Zeichnung: Feldaltar eines Großkomturs des Deutschen Ordens

## Geschichte

### Griechen und Römer (Etrusker)
Die Größe mancher antiker Altäre (beispielsweise 198 × 23 m in Syrakus) wurde später kaum mehr erreicht. Von christlichen Altären unterscheidet sie auch die Aufstellung im Freien, die die Durchführung größerer Brandopfer ermöglichte. Bekannt ist der reliefgeschmückte Pergamonaltar (2. Jh. v. Chr.), dessen Grundfläche ca. 36 × 34 m maß. Die Teilrekonstruktion des Altars befindet sich im Pergamonmuseum in Berlin. Andererseits gab es auch sehr kleine Altäre, selbst wenn sie für Feueropfer genutzt wurden. Entsprechende Darstellungen, auf denen ein Gott, der Kaiser oder ein anderes Mitglied der kaiserlichen Familie opfernd an einem kleinen Altar dargestellt werden, finden sich gelegentlich auf den Rückseiten römischer Münzen.
In der späten römischen Kaiserzeit wird dieses Motiv abgelöst durch einen Globus über einem Altar mit zumeist rechteckigem Grundriss.

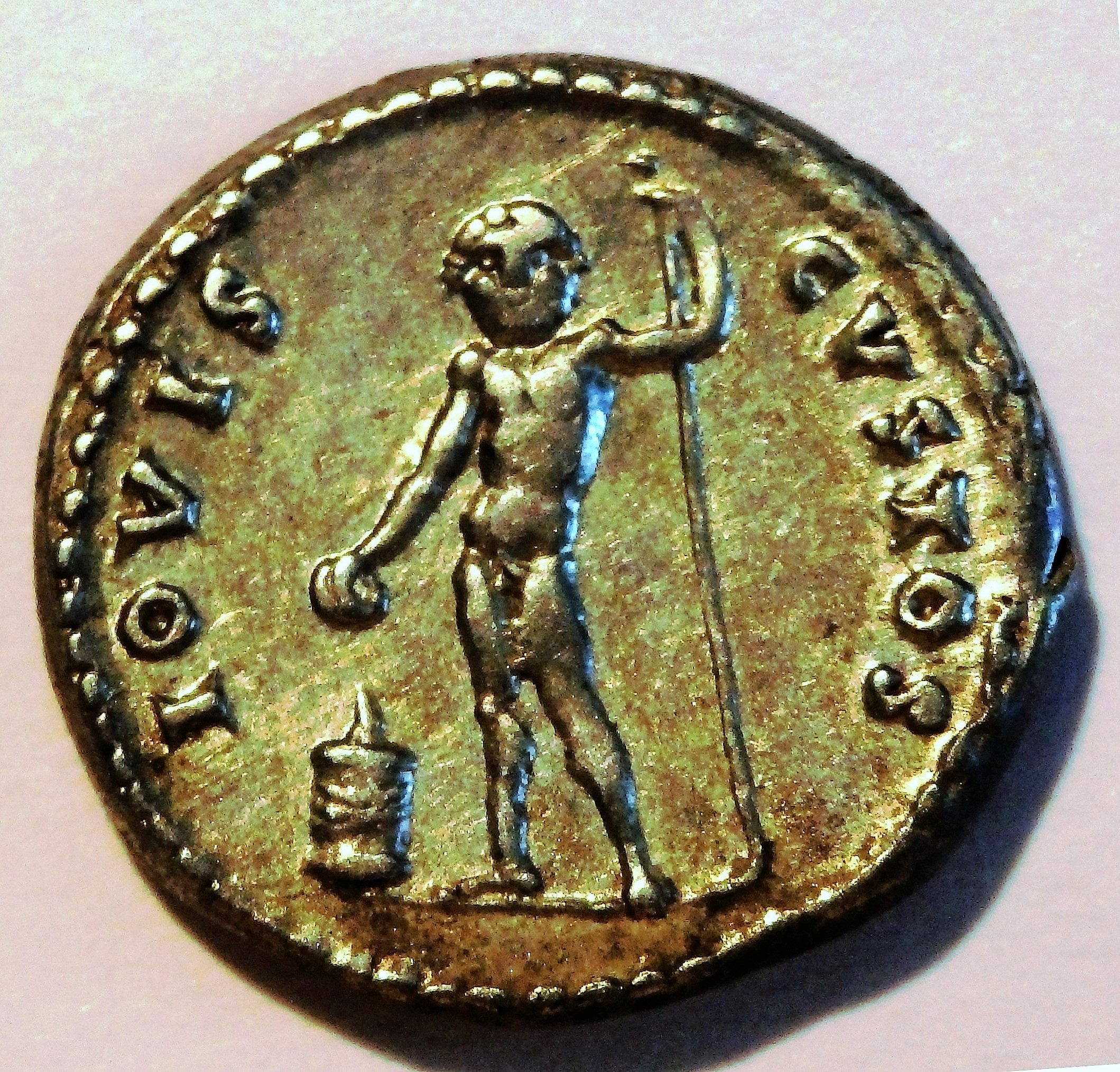
Jupiter opfert an kleinem Feueraltar, Rückseite eines Denars unter Kaiser Titus

Im etruskisch-römischen Totenbrauchtum wurden den Verstorbenen bzw. ihren Manen (persönliche Totengötter) Gedenkaltäre (cippi) errichtet, meist mit einer ehrenden Inschrift, von denen viele Tausende erhalten geblieben sind. In der Umgebung bedeutenderer Städte des römischen Reichs säumten Grabmäler und -altäre die Ausfallstraßen.

### Judentum der Antike
Das Stadtheiligtum von Jerusalem war ursprünglich der salomonische Tempel. Der ausladende Bau war ein prägnanter Bau mit etwa 50 auf 25 Meter, der auf die Menschheit der damaligen Zeit einen großen Eindruck gemacht haben muss. Wichtiger Bestandteil waren einige Kultgeräte, aus Metall wie das „eherne Meer“ und „die zehn Kesselwaagen“ oder der Räucher- und der Brandopferaltar. Die genaue Bedeutung aller Kultgeräte ist nicht überliefert. Der Räucheraltar und der Brandopferaltar waren die wichtigsten Opferstätten. Auf dem Räucheraltar wurden Weihrauch und andere Spezereien gelegt. Am Brandopferaltar wurden in den Zeiten der zunehmenden Wirtschaftlichen Blüte ganze oder zerlegte Opfertiere verbrannt. Bei einem Schlachtopfer wurden sie gekocht und anschließend verzehrt. Das Fett wurde verbrannt. Dazu wurden Gebete zu Ehren des Gottes JHWH verrichtet und Psalmen gesungen. Es erklang auch Kultmusik auf Zimbeln, Saitenmusik auf Leier und Harfe und das Schofar- oder Widderhorn.

## Christentum

### Funktion und Symbolik

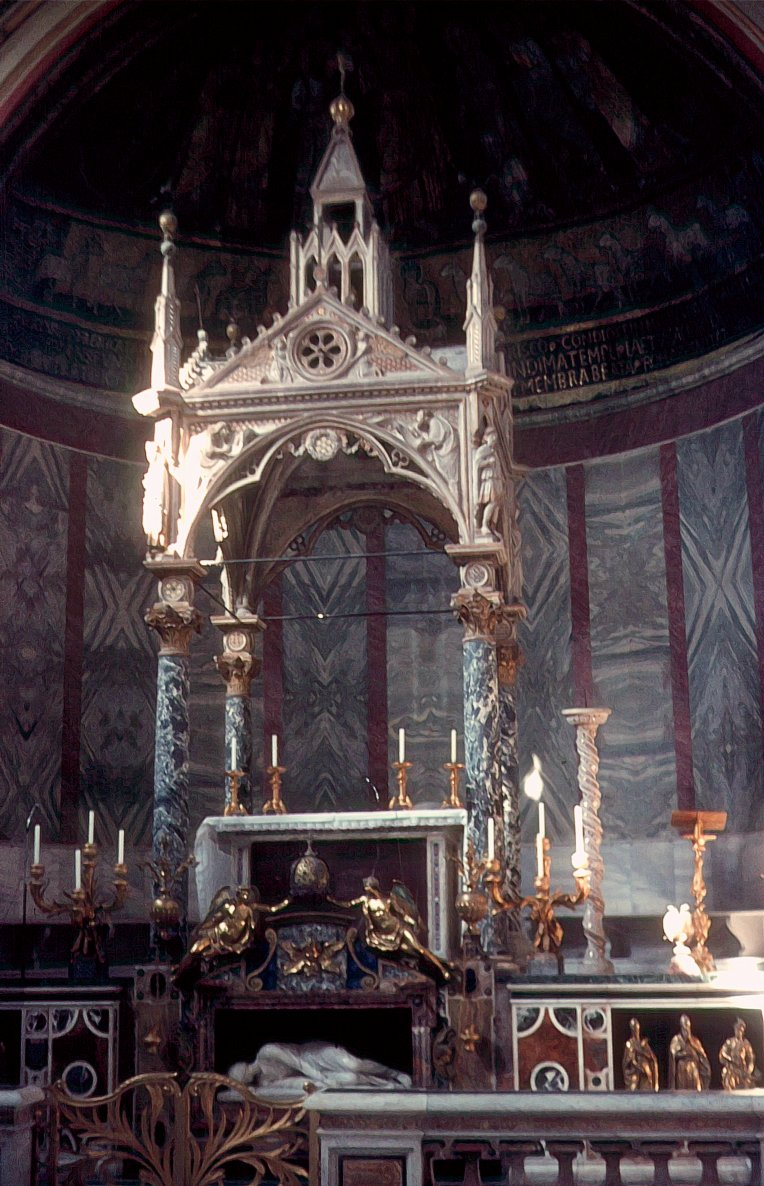
Altar von Santa Cecilia in Trastevere mit Altarziborium

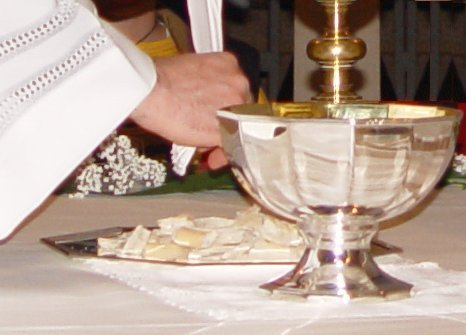
Gabenbereitung auf dem Altar

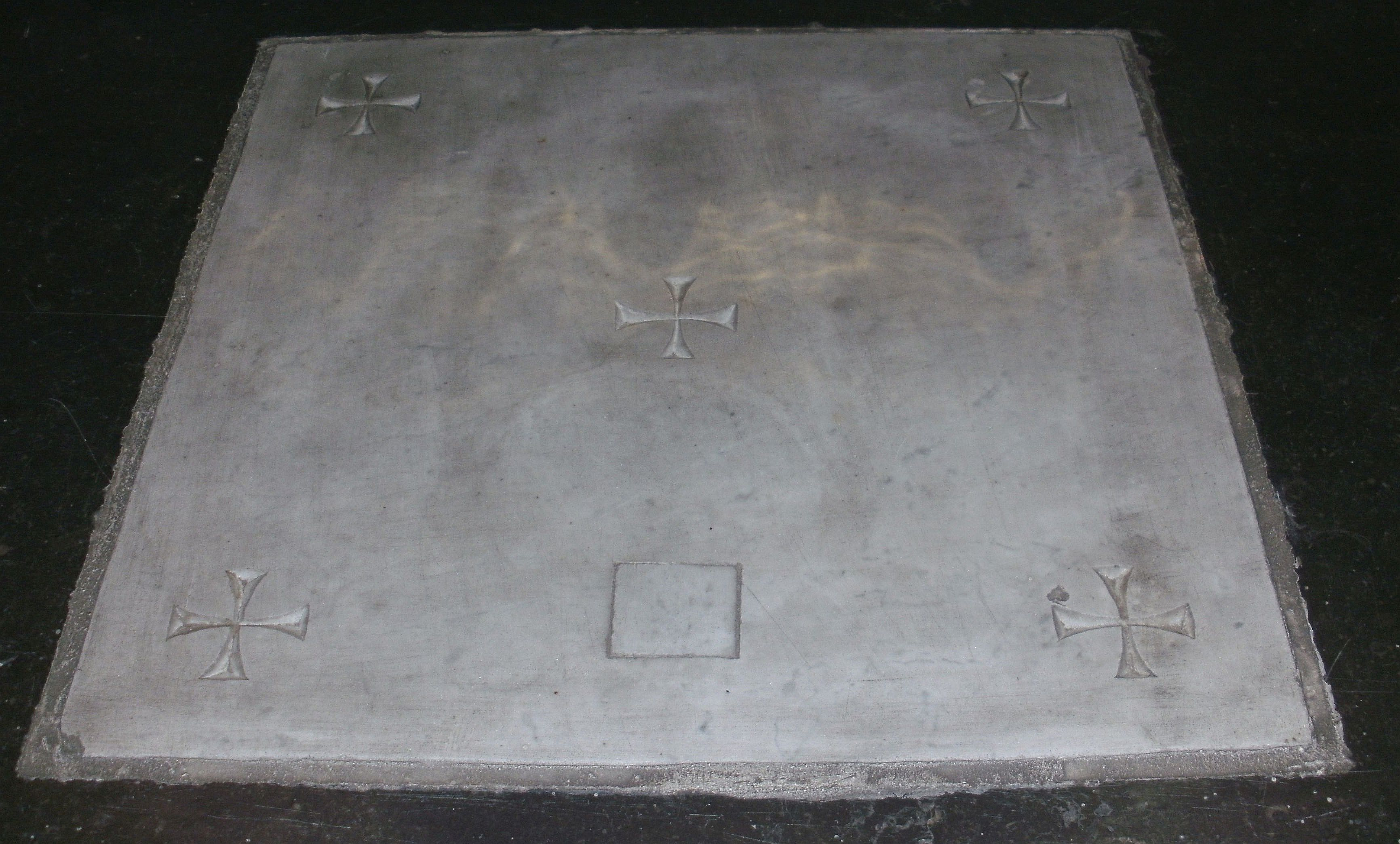
Altarstein mit Reliquiengrab („sepulchrum“)

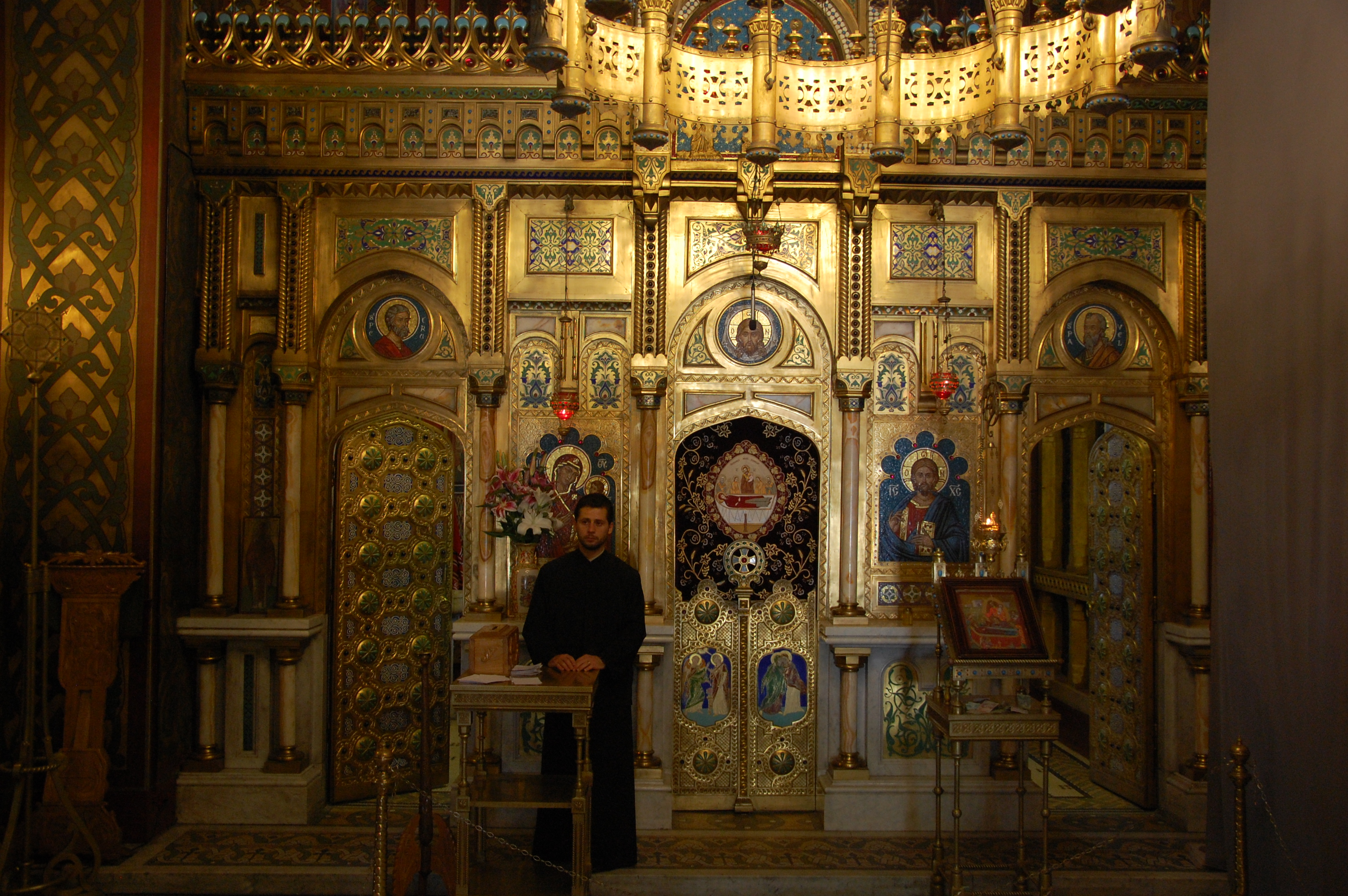
Ikonostase, die den Altar verbirgt, in der orthodoxen Kathedrale von Curtea Arges

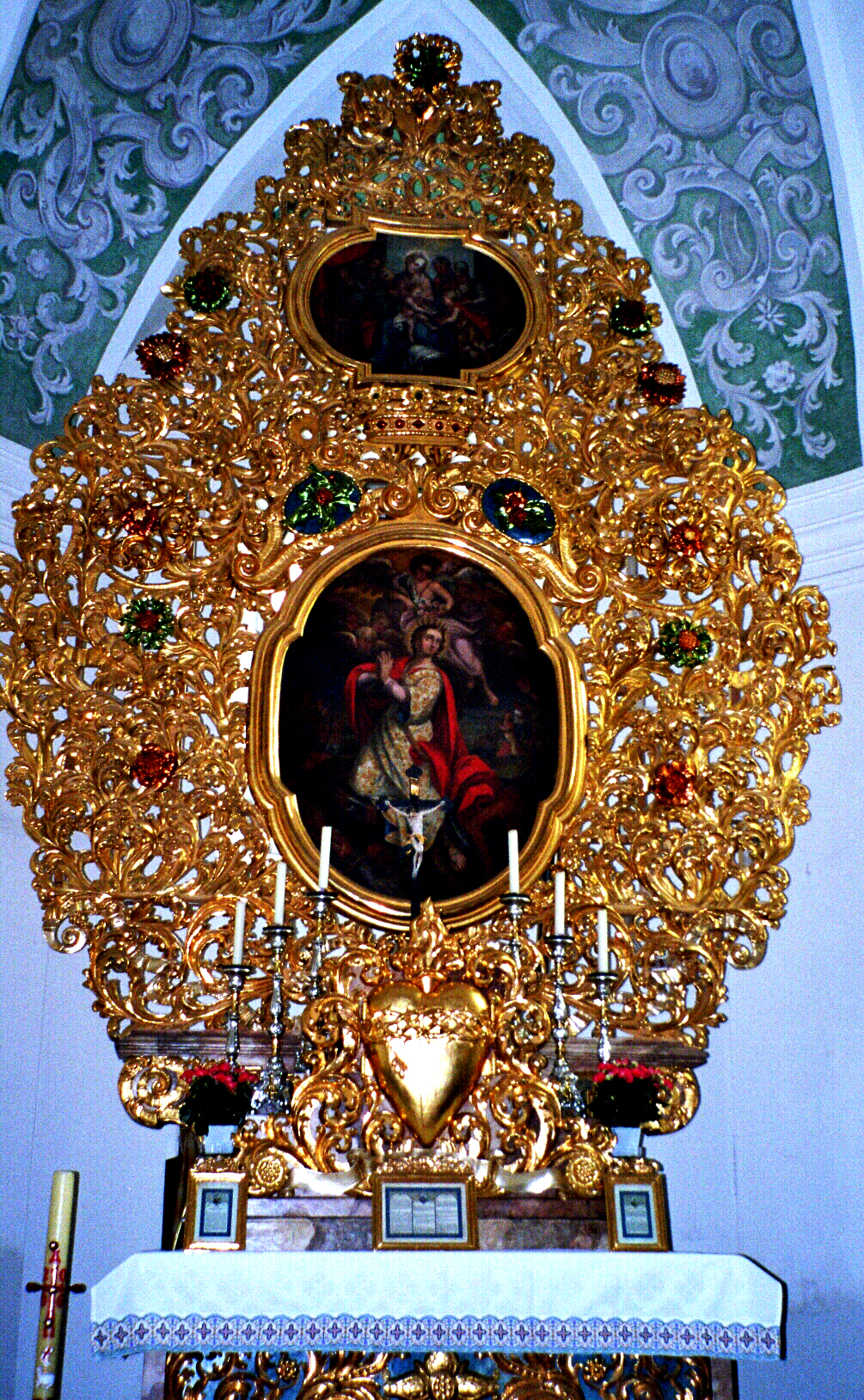
Akanthusaltar in Reuth

Im Christentum wird der Altar in Anlehnung an das letzte Abendmahl, das Jesus Christus am Abend vor seinem Leiden mit seinen Jüngern beging, auch als mensa domini (Tisch des Herrn) bezeichnet. Das lateinische mensa domini entspricht der griechischen Bezeichnung für den Tisch des Herrn, τράπεζα κυρίου trápeza kyríou (1 Kor 10,21 ), wie er in der alten Kirche für die Feier der Eucharistie im christlichen Gottesdienst Verwendung fand.
Der christliche Altar dient der Feier der Eucharistie. Hierbei werden die Gaben dargebracht: Brot und Wein, die der Gemeinde in der Kommunion bzw. im Abendmahl gereicht werden.
Bis ins 4. Jahrhundert hinein war es in Rom üblich, diesen Tischaltar erst vor dem Gottesdienst bzw. zu Beginn der eigentlichen Eucharistiefeier von den Diakonen hereintragen und aufstellen zu lassen. Der tragbare Altar wurde an einem erhöhten Ort, in Basiliken am Vorderrand der Apsis oder auch mitten im Kirchenschiff aufgestellt.
Die Errichtung feststehender Altäre im 4. und 5. Jahrhundert brachte deren Fertigung aus Stein mit sich. Zunächst blieb die Form eines Tisches erhalten, im 7. und 8. Jahrhundert glich der Altar hingegen immer mehr einem Kubus oder Block, in Anlehnung an den Felsen, auf den Christus seine Kirche erbaut hat (1 Kor 10,4 ) bzw. den Eckstein, zu dem Christus selbst geworden ist (1 Petr 2,6–8 ).
Die im 2. bis 3. Jahrhundert einsetzende Verehrung der Märtyrer nahm ebenfalls Einfluss auf die Altargestaltung. Zunächst wurde es üblich, über dem Grab eines Märtyrers oder in dessen unmittelbarer Nähe die Eucharistie zu feiern. Später begann man, über diesen Gräbern Gedächtniskirchen – sogenannte Martyrien – und Altäre zu errichten. Da es nicht überall Märtyrergräber gab, ging man dazu über, Reliquien unter dem Sockel des Altares bzw. der Altarplatte beizusetzen, in Anlehnung an Offb 6,9 . Ambrosius von Mailand deutete dies so: „Auf diese Weise folgen die Opfer im Triumph dorthin, wo Christus die Opfergabe ist: Er, der für uns alle gelitten hat, liegt auf dem Altar; sie, die durch sein Leiden erkauft wurden, ruhen unter dem Altar.“ Dieser Brauch führte schließlich zu der Vorschrift, in die Altarplatte (Mensa) eine (Teil-)Reliquie einzumauern. In der Renaissance hatten daher Altäre auch die Form eines Sarkophages.
Noch vor der Errichtung steinerner Altäre wurde der Ort des Altars, der Altarraum, mancherorts durch Schranken vom Kirchenschiff abgegrenzt. Meist schloss dieser Altarraum auch den Platz des Kantors, die Kathedra des Bischofs und die Sedilien (Sitze der Priester und Presbyter) ein. Aus den Chorschranken, die in der alten Kirche aus Holz bzw. Steinsäulen bestanden, an denen Bilder oder bebilderte Stoffbehänge befestigt werden konnten, entwickelte sich in der Ostkirche die Ikonostase, in der Lateinischen Kirche der Lettner, aus diesem wiederum im Barock die Kommunionbank.
Der Standort des Priesters am Altar war zunächst vor dem (freistehenden) Altar in gleicher Blickrichtung wie die anwesenden Gläubigen. Dieser Standort ergab sich aus der Gebetsostung, die bereits 200 n. Chr. als feste Regel galt. Die Position „versus populum“, also zu den Märtyrerreliquien hin, hatte der Priester allein in Rom, weil die Reliquien dort über eine Confessio unter dem Altar zur Verehrung zugänglich gemacht wurden. Der Zelebrant stand dann ausnahmsweise sowohl in Richtung Märtyrerreliquien als auch in Richtung Osten, weil diese Kirchen eingangsgeostet waren. Die Eingangsostung wurde in Nordafrika adaptiert.
In der Folge verlagerte sich der Standort des Hauptaltares immer weiter an die Wand der Apsis, der Altar wurde zum Hochaltar, zuweilen auch als Choraltar bezeichnet. Der Altar stand nun nicht mehr frei im Raum und wurde an der Rückseite vielfach mit Aufbauten, Retabeln genannt (Reliefs oder Altarbildern), versehen. So entstanden die künstlerisch gestalteten Retabel- und Flügelaltäre der Gotik und des Barock. An der Vorderseite des Altares konnte eine Schmucktafel, das Antependium, angebracht sein.
Da der Hauptaltar nun weiter vom Platz der mitfeiernden Gläubigen entfernt war, gab es öfters einen weiteren Altar zwischen Hauptschiff und Chor, der dem heiligen Kreuz geweiht war und der als Kreuzaltar, Laienaltar, Messaltar, Volks- oder Gemeindealtar bezeichnet.

#### Hauptaltar und Seitenaltar

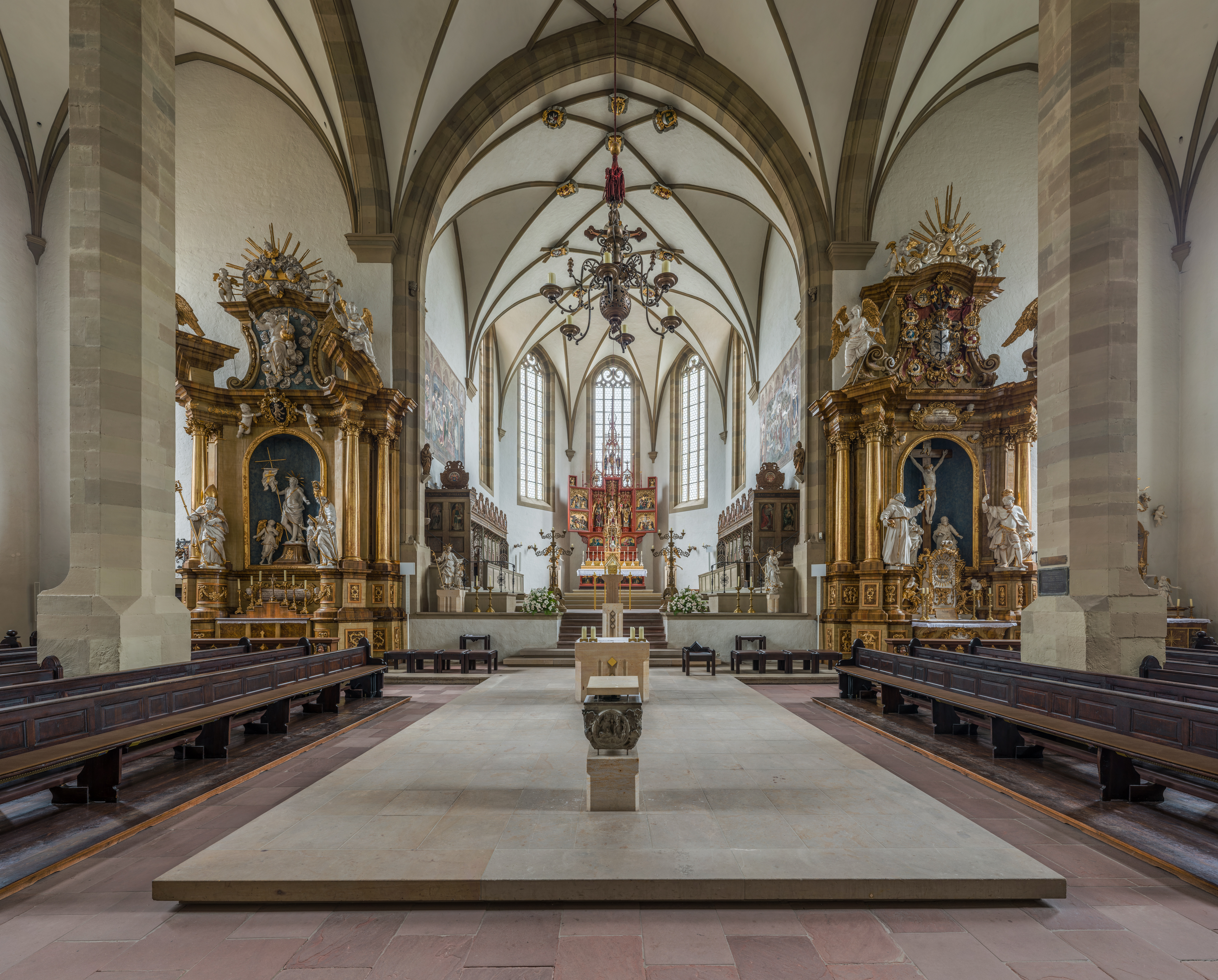
St. Burkard in Würzburg: Volksaltar mit Kreuz, Hochaltar und Seitenaltäre mit Retabeln

Insbesondere mittelalterliche Kirchen weisen neben dem Hauptaltar eine mehr oder größere Anzahl von Neben- oder Seitenaltären auf, abhängig von Größe, Bedeutung und Reichtum der Kirche. Berühmte Reliquien machten die Bedeutung einer Ortskirche aus. Die Menge der Reliquien wurde zunehmend in mehreren Altären geborgen, die räumlich voneinander abgegrenzt waren und als eigenständiges Heiligtum galten, welches durch eine Messfeier geehrt werden musste. Dadurch vervielfachte sich die Zahl der Messfeiern in einer Kirche, die durch Mönchspriester oder Altaristen zelebriert wurden. So konnte täglich an mehreren Altären zur gleichen Zeit die heilige Messe in Form einer Privatmesse (das heißt nur mit einem Messdiener als Assistenz) gehalten werden. Die Entwicklung der Messstipendien im Mittelalter war ein weiterer Faktor zur häufigen Zelebration in einer Kirche.
Der Chor großer Kirchen kann für die Nebenaltäre mit einem Kapellenkranz ausgestattet sein. Noch in der Neuzeit verfügten auch kleinere Kirchen in der Regel neben dem Hauptaltar im Chor über zwei geweihte Nebenaltäre, in der Regel am vorderen Abschluss der Seitenschiffe.

##### Scheinaltar

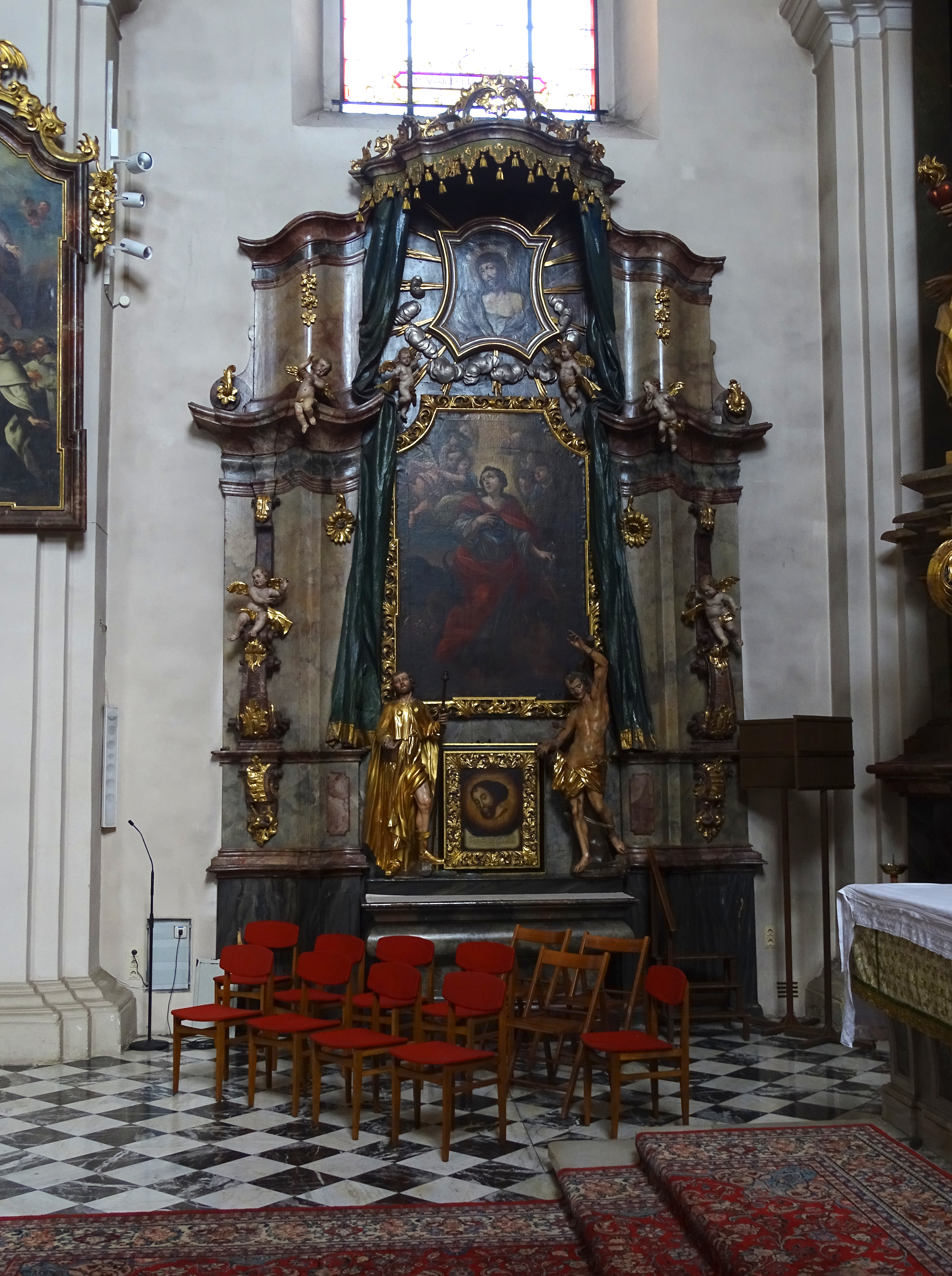
Kredenzaltar in der Stadtpfarrkirche von Voitsberg

Manche Kirchen sind auch mit als Scheinaltäre bezeichneten ungeweihten Seitenaltären ausgestattet, die nicht zur Messfeier genutzt werden können und nur der prachtvollen Ausstattung einer Kirche dienen oder eine architektonische Symmetrie herstellen.
Zu den Scheinaltären gehören auch die Kredenzaltäre, bei denen eine Kredenz aus den genannten Gründen altarähnliche Aufbauten erhält.

### Formen
Man unterscheidet am Altar als Hauptbestandteile die Mensa (Altarplatte) und den Stipes (Unterbau). Folgende Altartypen sind verbreitet: 1. der Tischaltar als Platte mit Stützen; 2. der Kastenaltar als Hohlkörper mit Öffnungen zum inneren Hohlraum; 3. der Blockaltar als allseitig geschlossene Form, oft mit auskragender Mensa. Diese drei Typen waren im Mittelalter üblich.
In der Renaissance entstand 4. der Sarkophagaltar. Mit seiner Form weist er auf das Reliquiengrab im Altar hin. Er ist der Haupttypus des barocken Altars.
Ein architektonischer Altarbaldachin dient gelegentlich als Auszeichnung des Altars, er wird auch Ziborium genannt (nicht zu verwechseln mit dem Ziborium als liturgischem Gefäß).
Da der höhere Klerus häufig unterwegs war und auf Reisen seinen liturgischen Pflichten (tägliche Messfeier) nachkommen musste, verbreiteten sich kleine Reisealtäre oder Tragaltäre.
In der Kunst bezeichnet man als „Altar“ oft auch nur das Altarretabel, das gemalte Altarbild oder den architektonischen Altaraufbau, und man benennt kleine Andachtstafeln als „Privataltäre“, obwohl sie kirchenrechtlich keine geweihten Altäre sind.
Als Prozessionsaltar werden Bildstöcke oder ggf. auch temporäre Altäre bezeichnet, die an Prozessionswegen stehen und an denen bei eucharistischen Prozessionen mit dem Allerheiligsten der sakramentale Segen gespendet wird. Dazu ist eine ebene, tischähnliche Fläche zum Abstellen der Monstranz erforderlich.

### Altar in orthodoxen Kirchen

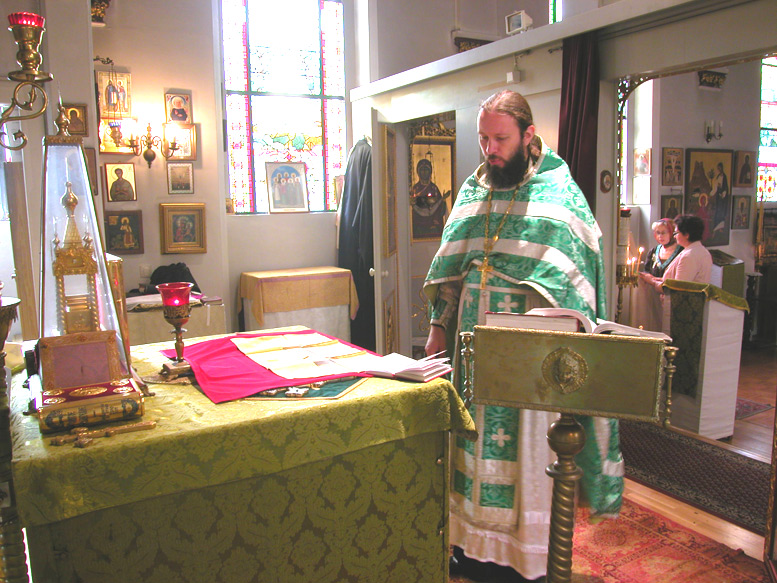
Orthodoxer Altar im Allerheiligsten

In den Orthodoxen Kirchen steht der Altar (altgriechisch ἁγία τράπεζα hagía trápeza, deutsch ‚heiliger Tisch‘; russisch престол prestol, deutsch ‚Thron‘) frei mitten in der mittleren Apsis, und zwar im vom Naos, dem Kirchenschiff, durch die Ikonostase abgesonderten, meist um eine Stufe erhöhten Bereich, der als „Allerheiligstes“ bezeichnet wird (byzantinisch Ἱερόν Βῆμα hierón bēma 'heilige Stufe'; qidduse qiddusan bei den äthiopisch-orthodoxen Christen und madbaha bei den Thomaschristen) und den während des Gottesdienstes nur Kleriker betreten. Der Altar gilt als Sinnbild für den Thron Christi, auf dem sich bei der Göttlichen Liturgie der „heilige Tausch“ vollzieht und wo in den Gestalten von Brot und Wein sein Leib und Blut gegenwärtig werden.
Der hölzerne Altar ist ein Tisch mit einer quadratischen Altarplatte (Tafel oder Tisch – τράπεζα trápeza) in den Abmessungen zwischen 70 × 70 und 150 × 150 cm. Sie ruht an den Ecken bündig auf vier Pfosten, die mit einer Mischung aus Wachs, zerstoßenem Marmor, Aloe, Weihrauch und anderen Zutaten mit der Platte verklebt sind; zusätzlich wird jeweils ein Nagel durch die Platte in den Pfosten getrieben. Bei der Altarweihe durch den Bischof kommt ein etwa 20 bis 30 cm niedrigerer Pfosten mitten unter dem Altar hinzu, auf dem Heiligenreliquien in einem kleinen Behälter aufbewahrt werden. Die Kopten kennen nur den Blockaltar.
Der Altar ist von zwei Tüchern bedeckt: zuunterst vom Katasárkion (Κατασάρκιον ‚Unterlage für den Leib‘; russ. katasarka, priplotie oder sračica ‚Unterkleid‘) aus weißer Seide, das bis zum Boden reicht und von einer 40 m langen Bindschnur (vervie) umwunden wird. Darüber liegt das Endýtion (Ἐνδύτιον, auch die Endytḗ (Ἐνδυτή) oder das Éndyma (Ἔνδυμα) ‚Kleid, Gewand‘ oder Háplōma (Ἅπλωμα) ‚einfaches Tuch‘; russ. enditija) aus Seide, häufig aus Seidenbrokat; es bedeckt den Altar seitlich bis zum Boden. Beim Gottesdienst wird ein seidenes Tuch, das Eilētón (Εἰλητόν, kirchenslawisch und russisch ilitón) über die Mitte des Altars auf dem Endýtion ausgebreitet; auf oder unter das Eilētón wird bei der Liturgie dann das Antimension gelegt, das die Reliquien von Märtyrern enthält. Außerhalb des Gottesdienstes ist der Altar über dem Katasárkion mit dem Kálymma hagías trapézēs (Κάλυμμα ἁγίας τραπέζης ‚Hülle des heiligen Tischs‘) bedeckt, das aus kostbarem Stoff besteht.
Rechts vom Antimension liegt ein Handkreuz zur Segnung der Gläubigen. Auf dem Altar steht der Tabernakel in Form eines kleinen Hauses oder einer Kirche, in dem ein Kästchen für die Aufbewahrung der Krankenkommunion steht; es wird „Bundeslade“ (kovčeg) genannt. Neben dem Tabernakel befindet sich ein brennendes Öllämpchen. Meist liegt auch das Evangeliar auf dem Altar.
Bei der Liturgie steht der Zelebrant, vom Volk abgewendet und somit in der Regel nach Osten schauend, vor dem Altar. Altar und Zelebrant sind vom Naos aus nur zeitweise durch die mittlere Tür in der Ikonostase sichtbar.

### Altar in römisch-katholischen Kirchen

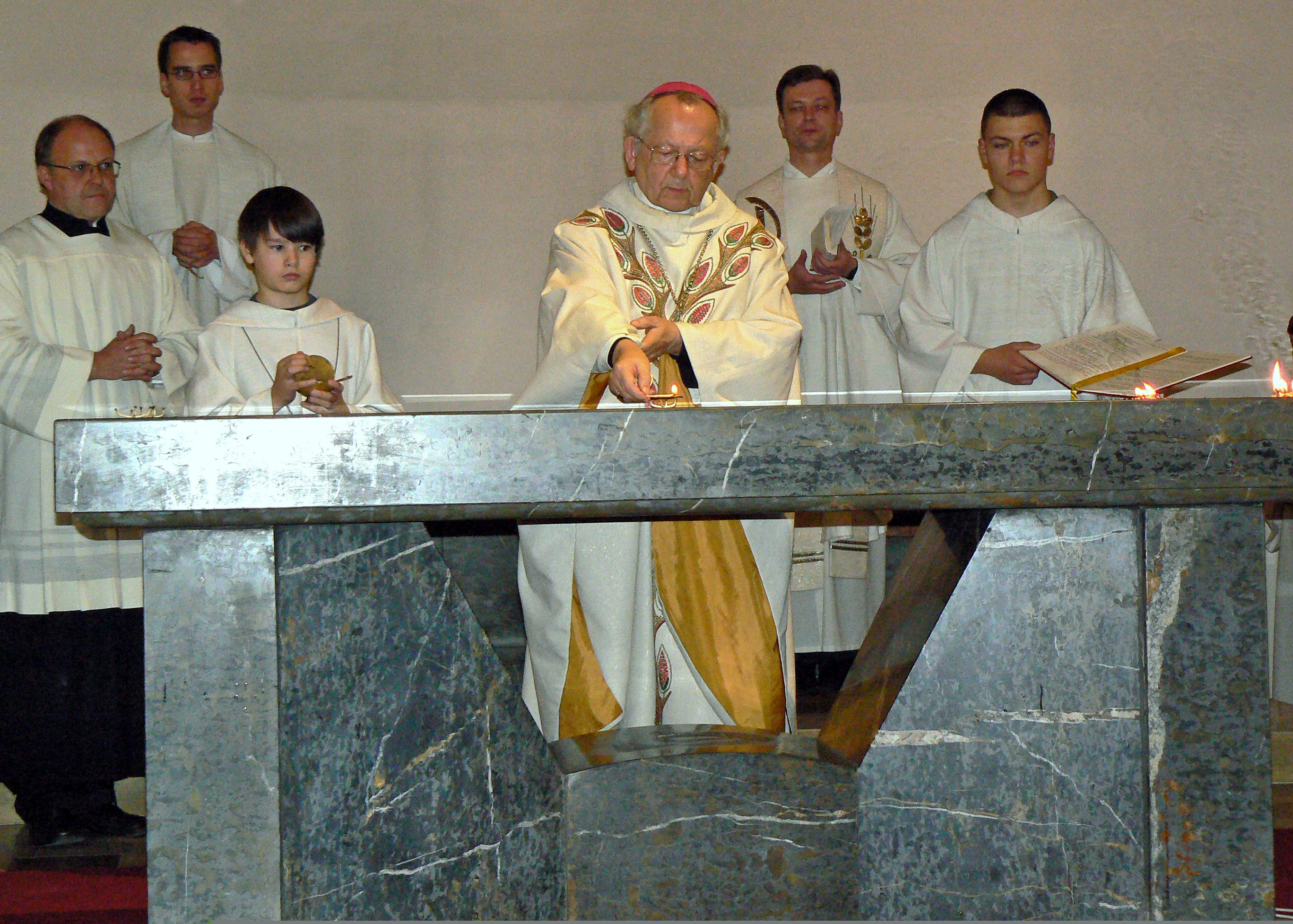
Bei der Weihe eines Altars wird vom Bischof Weihrauch darauf entzündet.

In römisch-katholischen Kirchen ist der Altar der Ort der Eucharistiefeier. Der im Chor einer Kirche stehende Altar wird als Hauptaltar bezeichnet. Im Altar kommen zwei Aspekte ein und desselben Mysteriums zum Ausdruck: der Opferaltar und der „Tisch des Herrn“ für das „Ostermahl, in dem Christus genossen, das Herz mit Gnade erfüllt und uns das Unterpfand der künftigen Herrlichkeit gegeben wird“. Um den Altar versammeln sich die Glieder des Leibes Christi und ihre Vorsteher als Abbild Christi, des Hauptes der Kirche. Zugleich ist er ein Symbol des Leibes Christi, wie sich bereits in den Schriften der Kirchenväter Eusebius von Caesarea und Ambrosius von Mailand findet: „Was ist nämlich der Altar anderes als ein Bild für den Leib Christi?“ „Der Altar ist ein Bild des Leibes, und der Leib Christi befindet sich auf dem Altar.“ Der Altar wird daher beim Einzug und vor dem Auszug jeder heiligen Messe von den Zelebranten mit dem Altarkuss geehrt. Gleichfalls Ausdruck der Verehrung ist die Inzens des Altares mit Weihrauch.
Nach den Bestimmungen der Liturgiereform nach dem Zweiten Vatikanischen Konzil soll der Altar einer Kirche feststehend sein und „überall, wo es möglich ist“ wieder freistehend errichtet werden, so dass er leicht umschritten werden kann und „wahrhaft den Mittelpunkt bildet, dem sich die Aufmerksamkeit der ganzen Versammlung der Gläubigen von selbst zuwendet“ („Volksaltar“). Seine Grundgestalt ist der Tisch, die mensa Domini; zugleich soll der Altar der Ort sein, „der Jesus Christus, den lebendigen Stein (1 Petr 2,4  vgl. Eph 2,20 ), deutlicher und dauerhaft bezeichnet“. Auf Seiten- und Nebenaltäre wird seit der Liturgiereform verzichtet; neu gebaute Kirchen sollen nur einen Altar haben. Der Tabernakel als Aufbewahrungsort des Allerheiligsten wird wieder vom Altar getrennt. Gegebenenfalls kann er in einer vom Kirchenraum getrennten Kapelle stehen, wo dann auch ein zweiter Altar für Messfeiern mit kleineren Gruppen an Werktagen gestattet ist.
Die Altarweihe (dedicatio ‚Widmung‘) findet im Rahmen eines feierlichen Pontifikalamtes durch den Bischof statt, im Ausnahmefall auch durch einen vom Bischof beauftragten Priester bei einer heiligen Messe. In der Regel gehört die Altarweihe zum Ritus der Kirchweihe. Wird in einer geweihten Kirche ein neuer Altar errichtet, wird er separat geweiht. Der Ritus dieser Altarweihe entspricht dem der Kirchweihe und beinhaltet die Allerheiligenlitanei, die Beisetzung von Reliquien (fakultativ), die Besprengung des Altares mit Weihwasser und die Salbung mit Chrisam, das Verbrennen von Weihrauch auf dem Altar und das Weihegebet. Die Altarweihe, ein Sakramentale, ist im Pontificale Romanum beschrieben und dem Bischof vorbehalten.

„Der Altar, auf dem das Kreuzesopfer unter sakramentalen Zeichen gegenwärtig wird, ist auch der Tisch des Herrn, an dem bei der Messe teilzunehmen das Volk Gottes zusammengerufen wird. Er ist zugleich Mittelpunkt der Danksagung, die in der Eucharistie zur Vollendung kommt.“

Die Eucharistiefeier ist in einem sakralen Raum stets auf einem geweihten Altar zu vollziehen. Außerhalb eines sakralen Raumes kann sie auch auf einem passenden Tisch gehalten werden, wobei immer ein Altartuch, das Korporale, Kreuz und Leuchter beizubehalten sind. Der CIC von 1917 sah für reisende Priester, etwa Feldkapläne, den Gebrauch eines Altarsteines (Altare portatile) vor, der wie ein fester Altar vom Bischof konsekriert wurde und in den Reliquien eingebettet waren.
Die Grundordnung des römischen Messbuches legt darüber hinaus fest, was alles auf den Altar gestellt bzw. gelegt werden darf – das Altartuch, Kreuz, Leuchter, das Evangeliar, der Kelch mit der Patene oder Hostienschale, das Ziborium, das Korporale, das Kelchtuch, die Palla und das Messbuch – und in welcher Weise der Blumenschmuck des Altares in den geprägten Zeiten des Kirchenjahres ausgeführt werden soll. So darf in der Fastenzeit der Altar außer an Hochfesten und dem Sonntag Laetare nicht mit Blumen geschmückt werden.

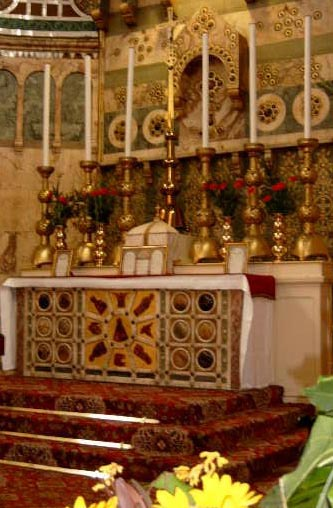
Hochaltar mit Retabel in der Kirche der University of Dublin
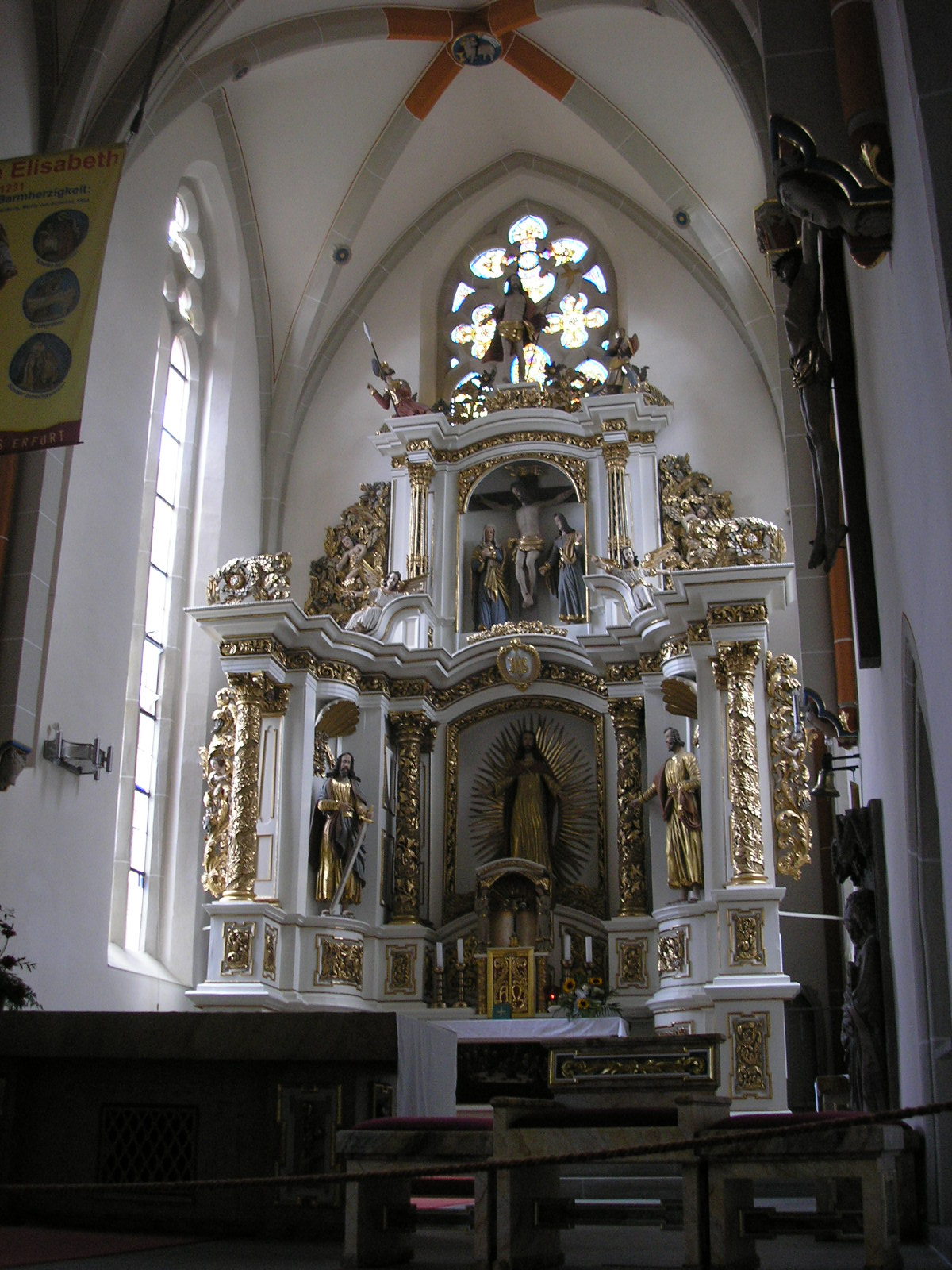
Hochaltar mit Tabernakel und Volksaltar mit sichtbarem Reliquiengrab in St. Aegidien (Heiligenstadt)
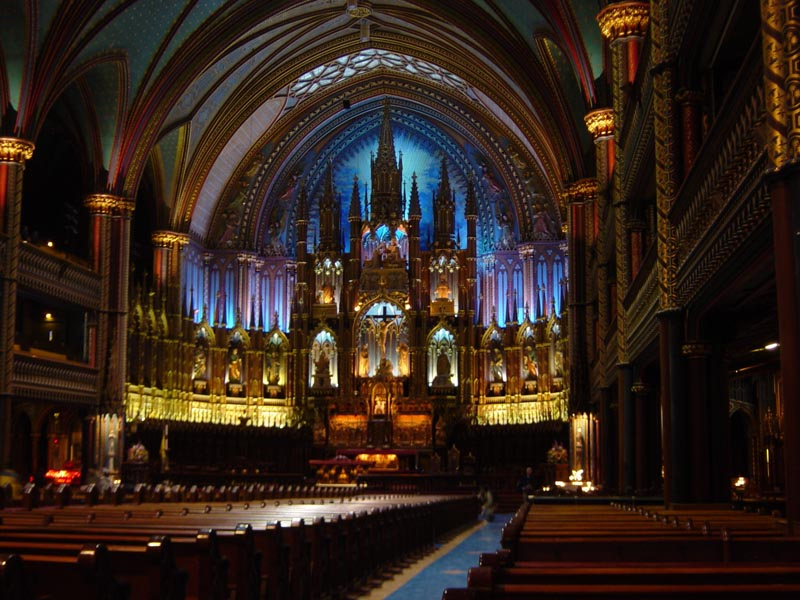
Hochaltar und Zelebrationsaltar in der Kirche Notre-Dame de Montréal
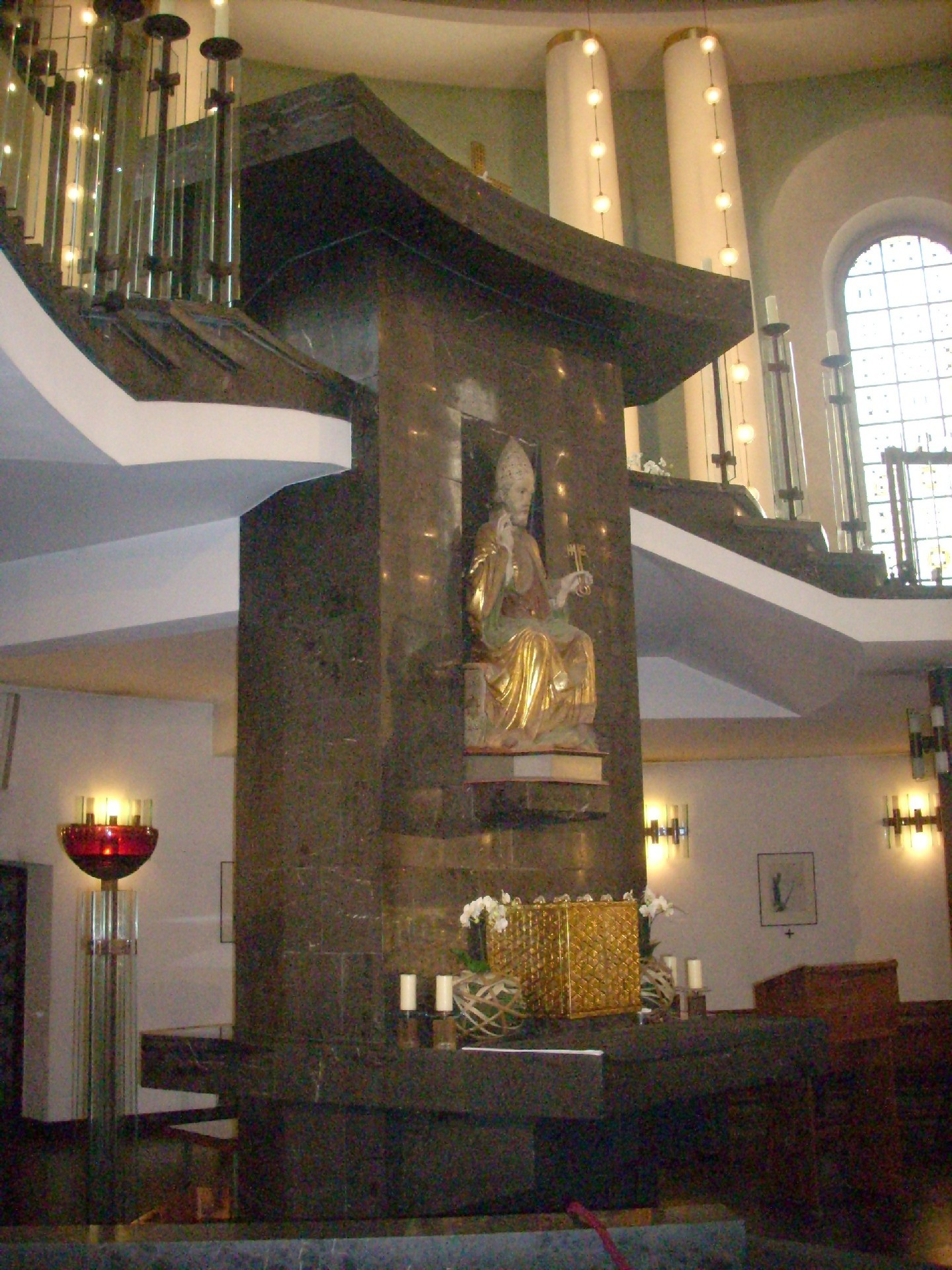
Von der Unterkirche in die Oberkirche reichende Altarsäule der St.-Hedwigs-Kathedrale mit Tabernakel
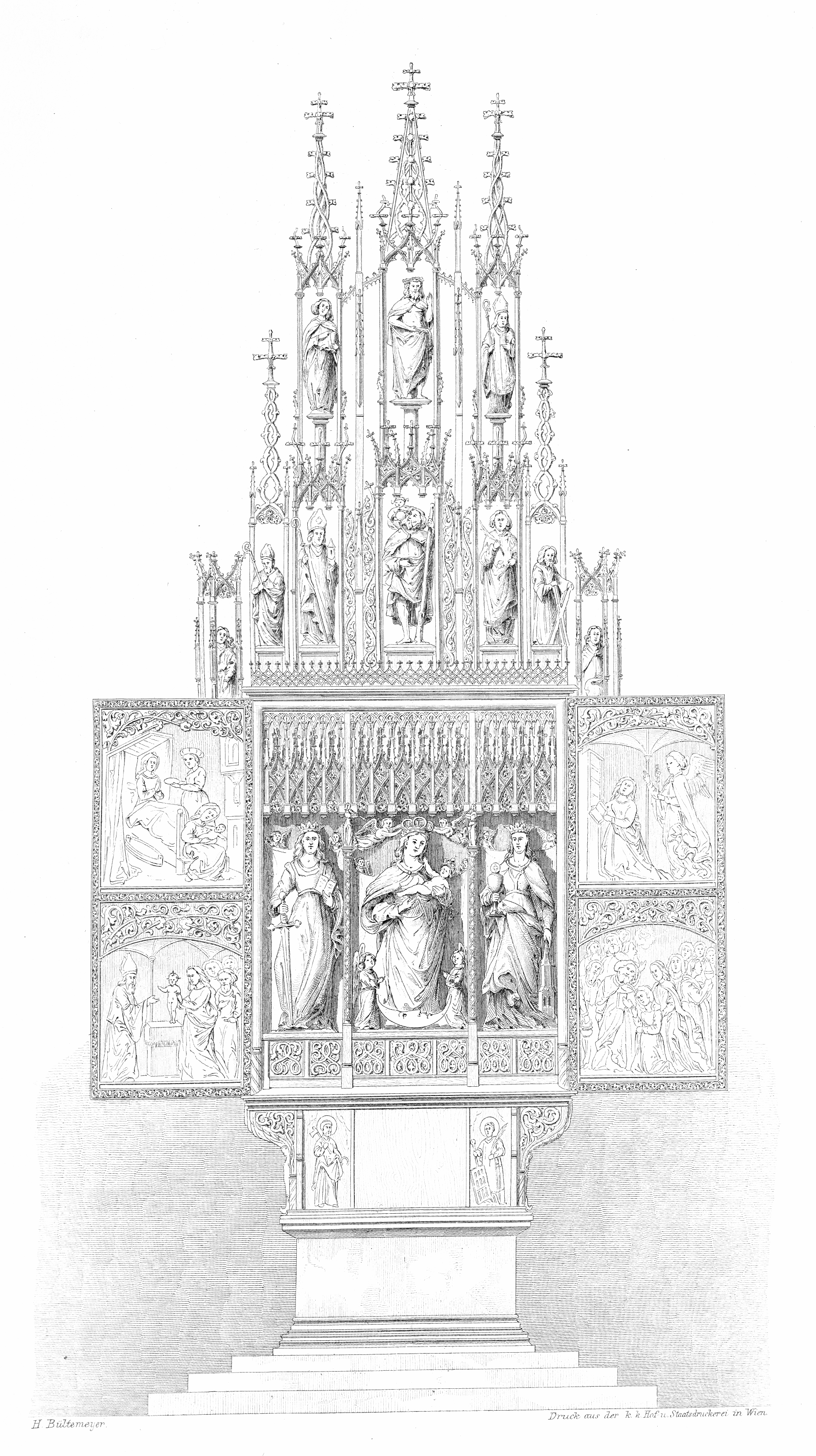
Hallstätter Marienaltar 1510, Holzschnitt 1858

### Altar in alt-katholischen Kirchen
Der Altar in alt-katholischen Kirchen ist der zentrale Ort der Eucharistiefeier und Symbol Christi. Daher wird er durch einen Kuss verehrt und im feierlichen Gottesdienst (Hochamt) mit Weihrauch inzensiert. Im Zuge der Liturgiereform in den 1970er Jahren ist in den meisten alt-katholischen Kirchen die Altaraufstellung so abgeändert worden, dass er frei umschritten werden und der Priester während des Eucharistiegebets hinter dem Altar stehen kann. Die Altarweihe erfolgt grundsätzlich durch den Bischof.

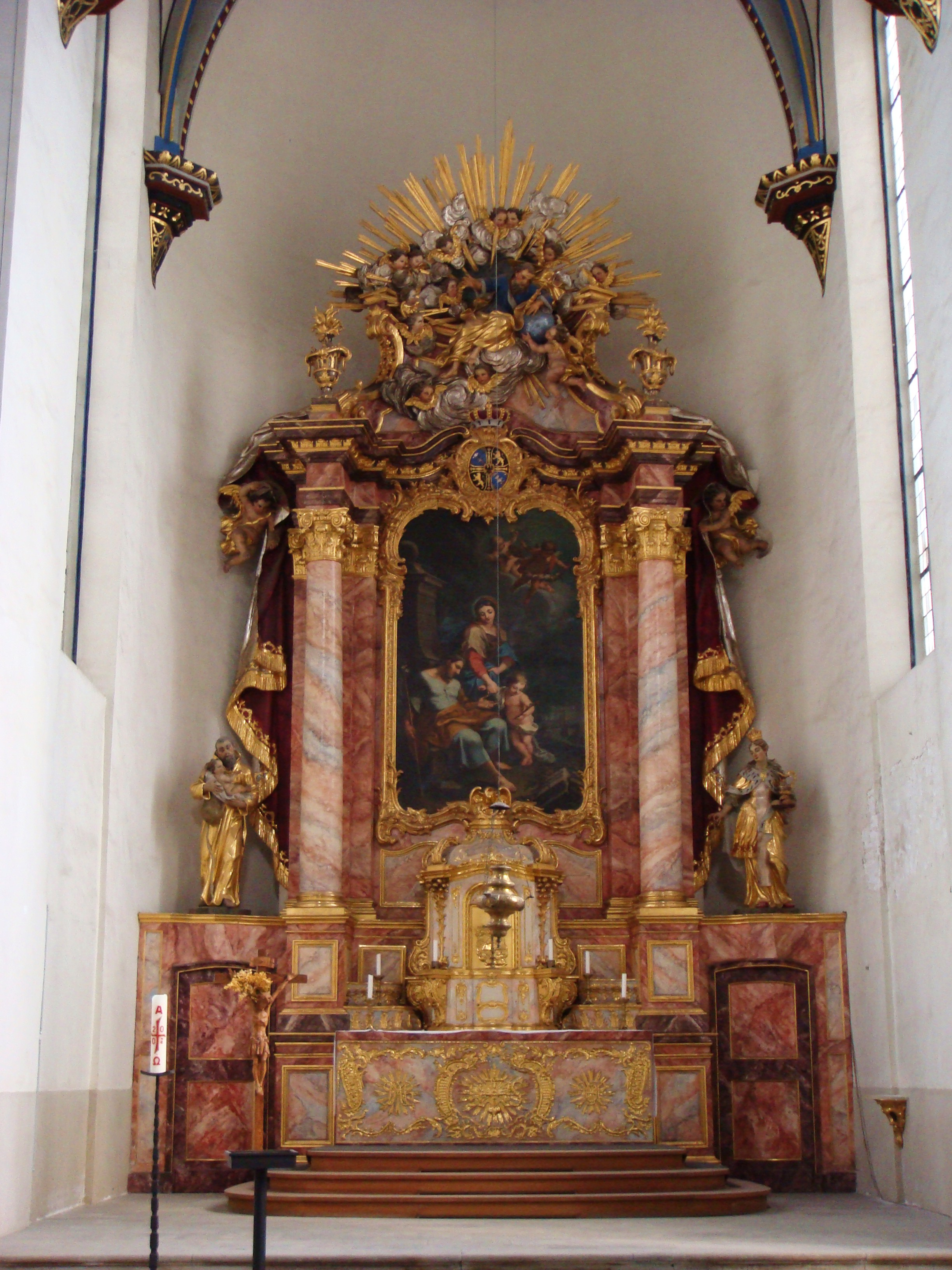
Hochaltar in der Namen-Jesu-Kirche in Bonn
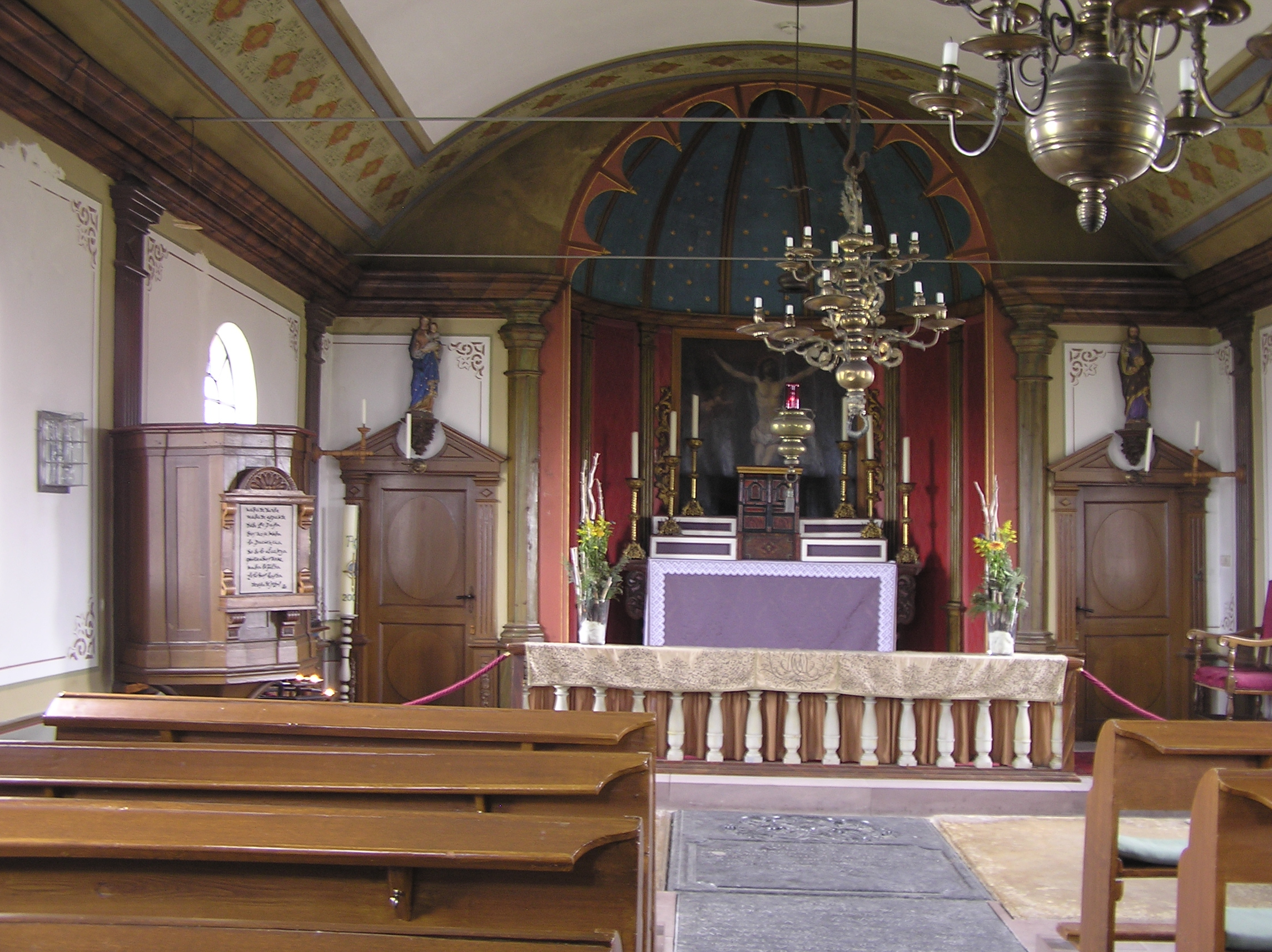
Rückwändiger Altar im Theresiendom auf Nordstrand
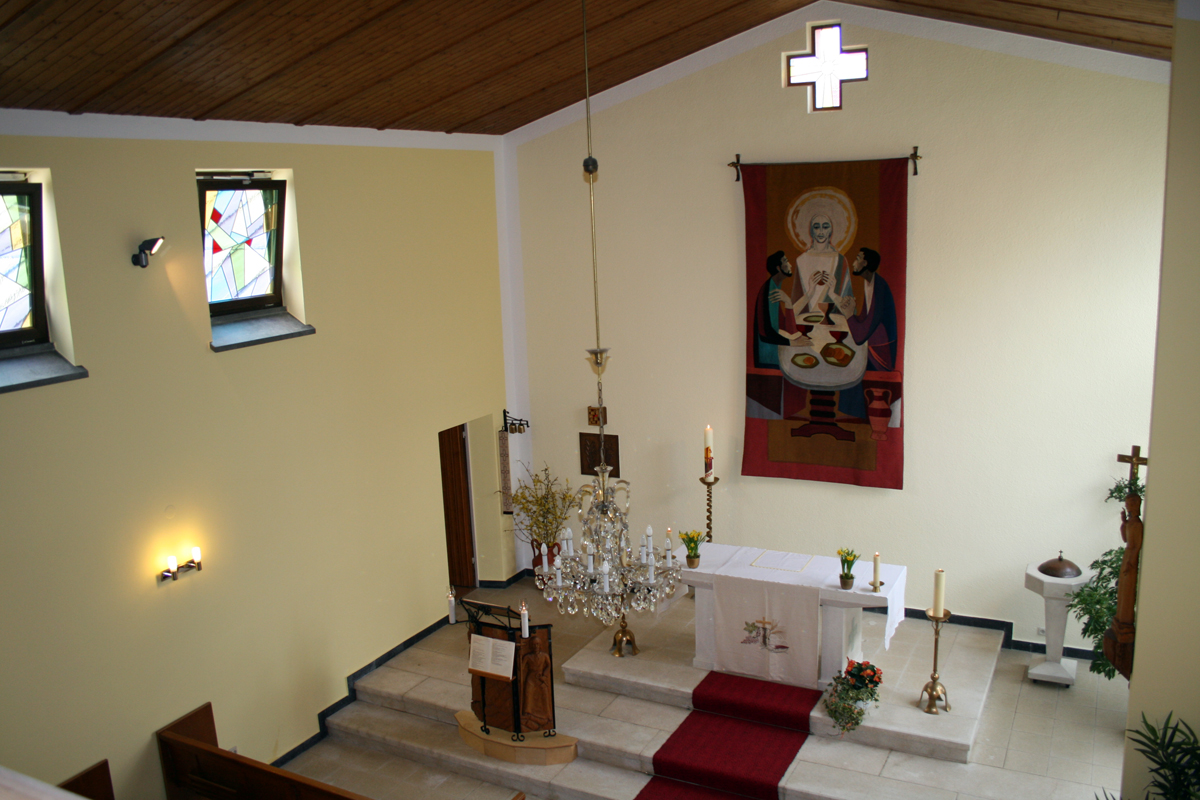
Freistehender Altar in St. Peter und Paul in Weidenberg
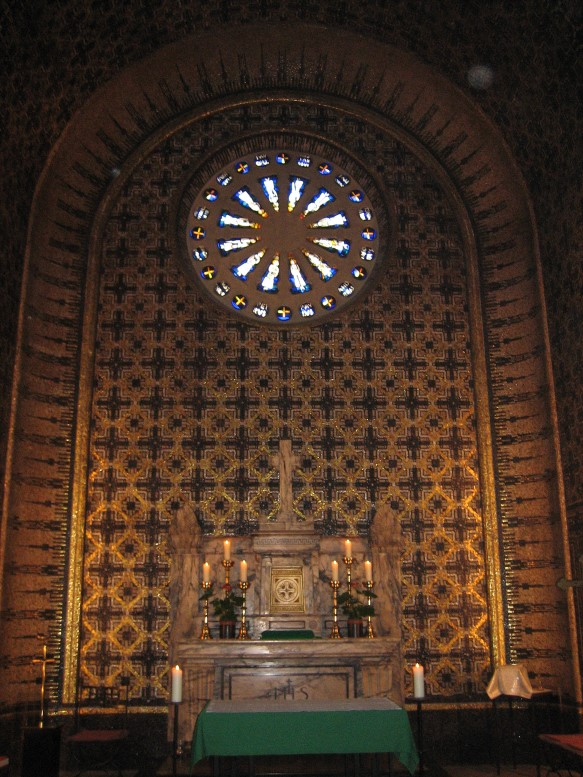
Hochaltar und Zelebrationsaltar in der Friedenskirche in Essen

### Altar in lutherischen Kirchen

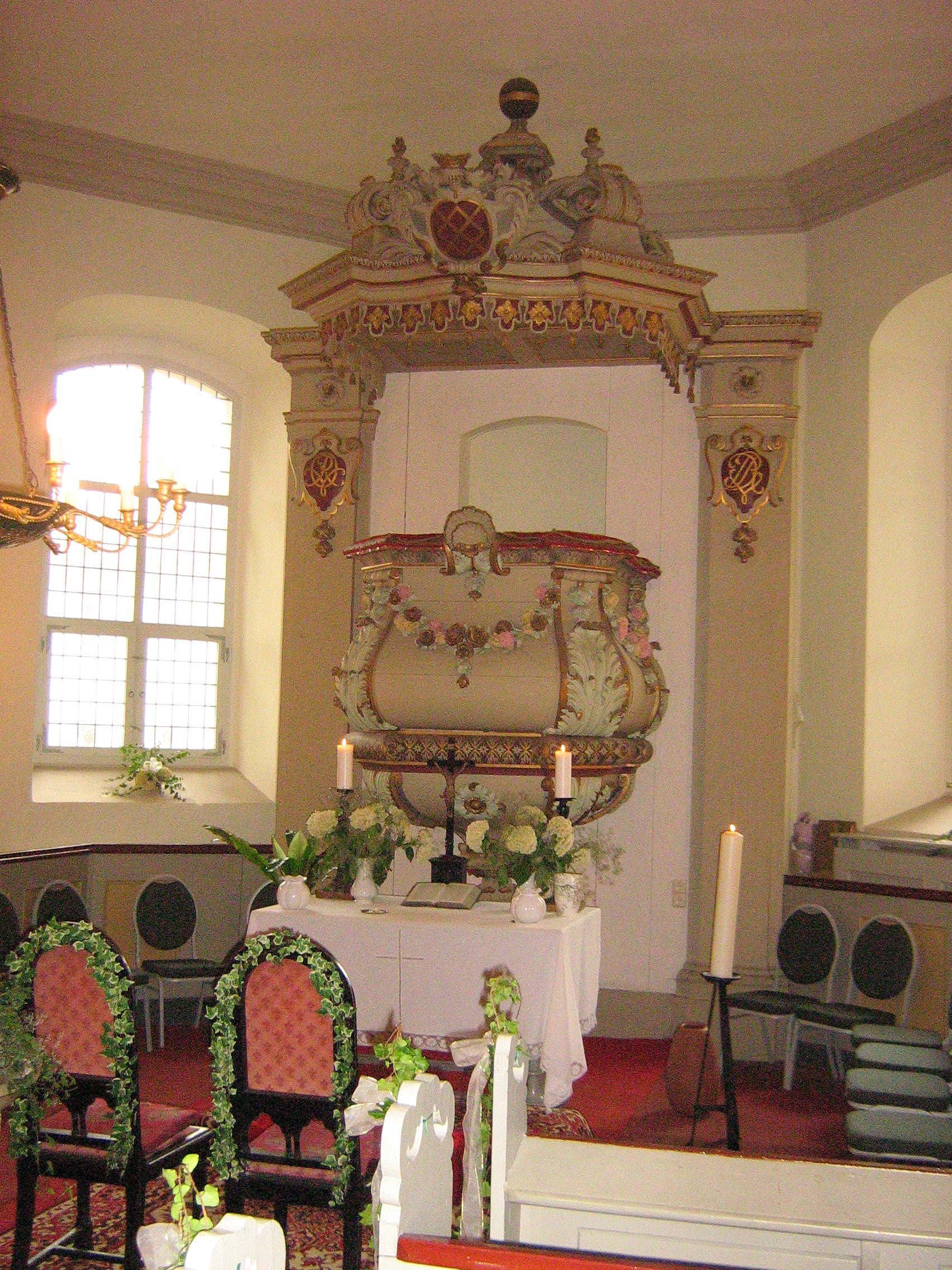
Kanzelaltar in der Dorfkirche Schönwalde-Glien (1737)

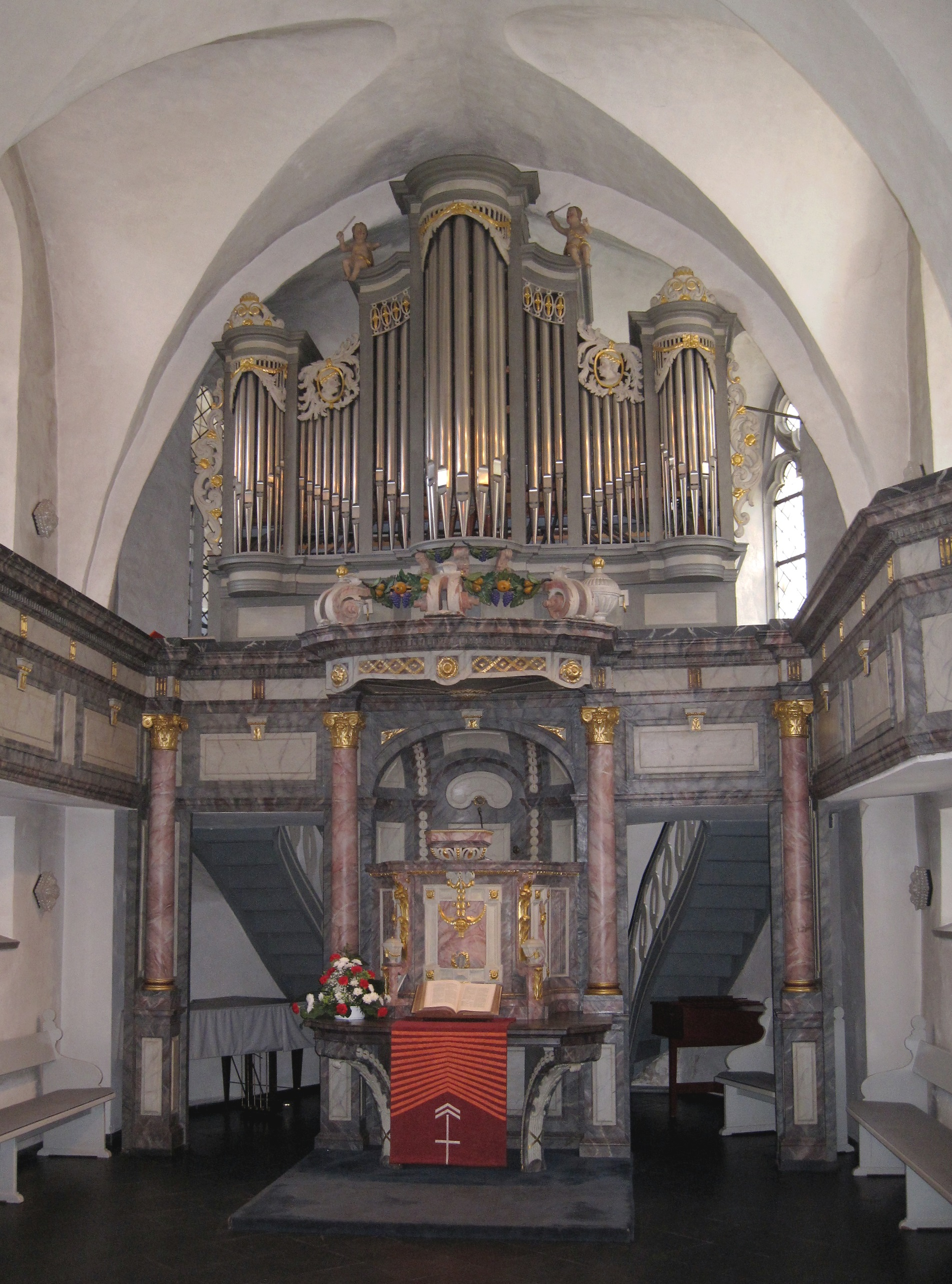
Kanzel-Orgel-Altar in der Altstadtkirche in Bergneustadt

Der Altar nimmt in lutherischen Kirchen eine zentrale Stellung ein, da dort das Heilige Abendmahl gefeiert wird und die Kommunikanten nach lutherischer Auffassung Christi wahren Leib und sein wahres Blut zur Vergebung der Sünden empfangen. Im Gegensatz zu reformierten Kirchen wurde der vorreformatorische, meist steinerne Altar in lutherischen Kirchen beibehalten und bis ins 19. Jahrhundert oft mit reich verzierten Aufsätzen versehen, deren Zentralbild in der Regel eine Darstellung des Gekreuzigten ist, während sich in der Predella meist eine Darstellung des Letzten Abendmahls befindet. Die zentrale Bedeutung des Altarsakraments wird dadurch deutlich, dass sich oft um den Altar herum eine Kommunionbank befindet (oder zumindest Kniekissen an den Stufen des Altars), wo das Abendmahl kniend empfangen werden kann. In Gemeinden der Selbständigen Evangelisch-Lutherischen Kirche singt die Gemeinde auch das Agnus Dei im Knien und bittet so noch einmal um das Erbarmen Christi, der sich am Kreuz geopfert hat.
Der Altar, auf dem in der Regel die Altarbibel liegt und oft Kerzen und ein Kreuz oder Kruzifix stehen, wird zu einem Ort, an dem die Gegenwart Gottes besonders deutlich ist. Das kommt vor allem bei der Feier des Abendmahls zum Ausdruck, wenn die Abendmahlsgeräte (Hostienteller mit Hostien, der Kelch und die Weinkanne) auf dem Altar stehen. Der Altar ist in lutherischen Kirchen in der Regel der Ort, an dem das gottesdienstliche Gebet gesprochen wird, also das Kollektengebet und das Fürbittengebet. Von ihm aus empfängt die Gemeinde den Segen am Ende des Gottesdienstes.
Da mit der Reformation die Neben- und Privatmessen abgeschafft wurden, gibt es auch in größeren Kirchen in der Regel nur einen Altar, der zusammen mit der Kanzel und dem Taufstein den Mittelpunkt des Kirchraumes bildet. Martin Luther hatte die Zelebration des Gottesdienstes versus populum gefordert. Dies wurde jedoch in der Folgezeit durch die Ausstattung vieler evangelischer Kirchen mit Retabelaltären verhindert.

#### Kanzelaltar
In den lutherischen Kirchen tritt die Auslegung des Wortes Gottes (die Predigt über biblische Texte in der Kirche) gleichberechtigt neben das Sakrament des Altars (Abendmahl). Sinnfälligen Ausdruck findet dies in der Sonderform des Kanzelaltars, der Kanzel und Altar in einem Objekt vereint. Die Kirche ist somit auf beides gleichermaßen ausgerichtet, beides steht im Zentrum des Gottesdienstes.
Der älteste heute noch erhaltene Kanzelaltar befindet sich in der Schlosskapelle von Schloss Wilhelmsburg in Schmalkalden (heute Thüringen), die unter dem hessischen Landgrafen Wilhelm IV. 1585–1590 erbaut wurde. Bedeutende Kanzelaltar-Landschaften bilden Oberfranken, Südniedersachsen, das Bergische Land sowie die sächsischen Herzogtümer des heutigen Bundeslandes Thüringen. Das früheste gesicherte Beispiel eines Kanzelaltars im Raum Thüringen entstand in der unter Herzog Johann Casimir von Sachsen-Coburg erbauten und 1618 eingeweihten Schlosskapelle von Schloss Callenberg in Coburg (heute Oberfranken in Bayern).
Um die richtige Form und Stellung des Altares entbrannte besonders im 19. Jahrhundert in den evangelischen Kirchen ein Streit. Das Eisenacher Regulativ von 1861 verwarf den Kanzelaltar und forderte eine freistehende Anordnung des Altares in einem Altarraum, womit sich die Gestaltung dem mittelalterlich-katholischen Gebrauch annäherte. Eine Abkehr von dieser Haltung brachte das Wiesbadener Programm von 1891, das zu der Einheit von Kanzel, Altar und Orgel zurückkehrte.

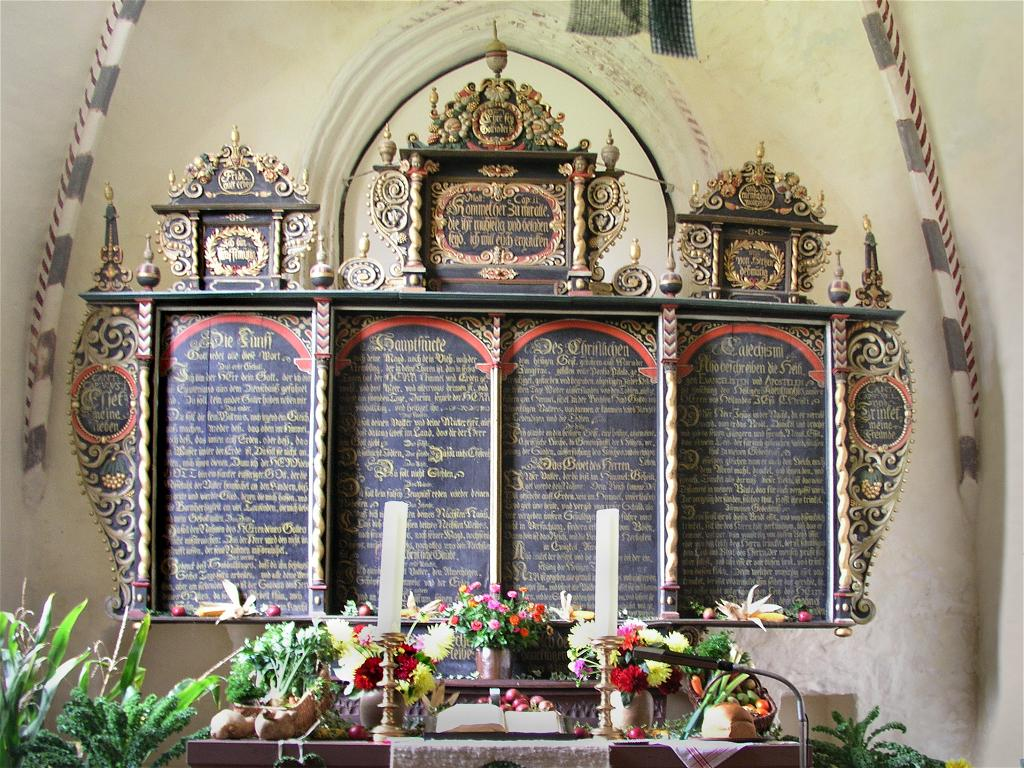
Sonderform: Schriftaltar mit Katechismus-Texten in St. Fabian (Ringstedt)
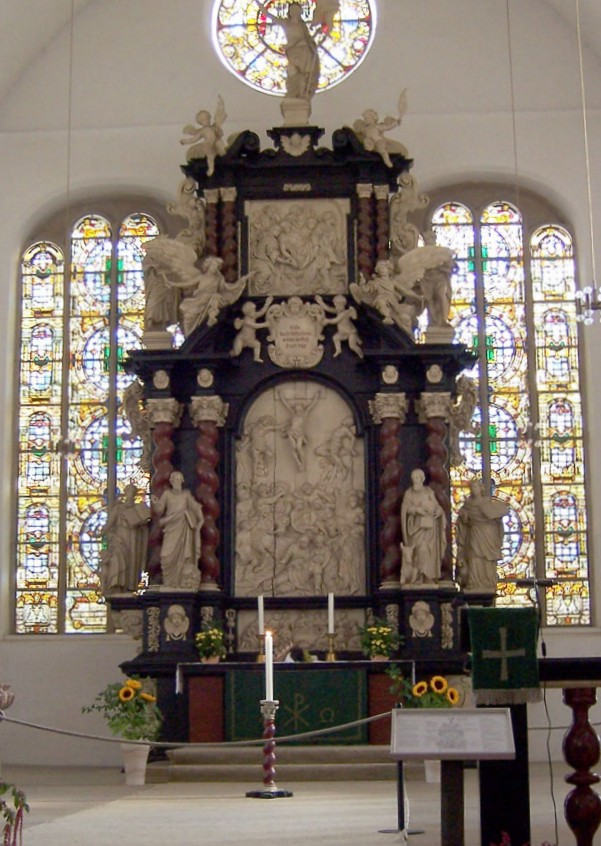
Barocker lutherischer Altar von Christian Precht (1677), St. Cosmae et Damiani (Stade)
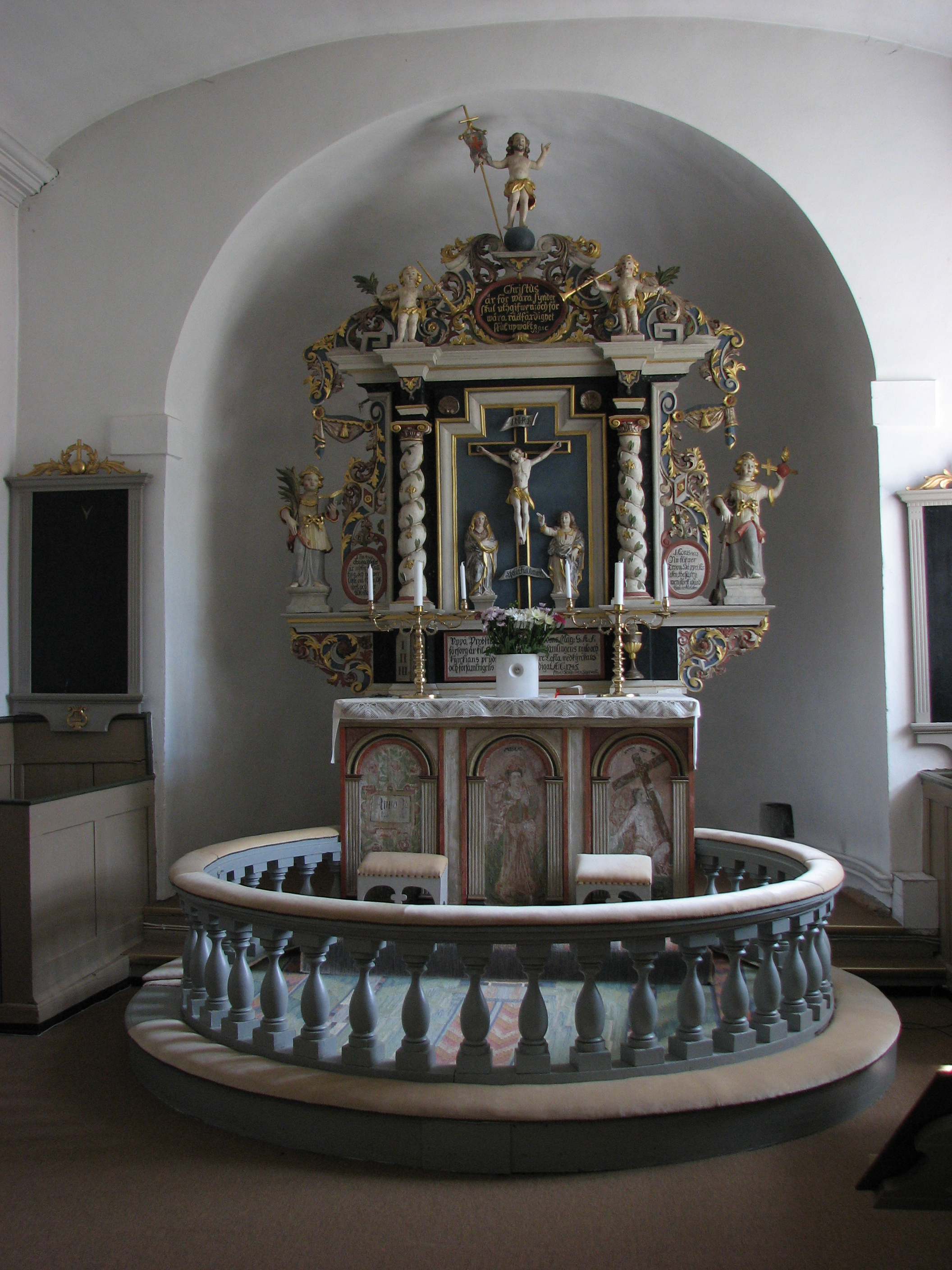
Lutherischer Altar mit Kommunionbank in Hjortsberga, Schweden
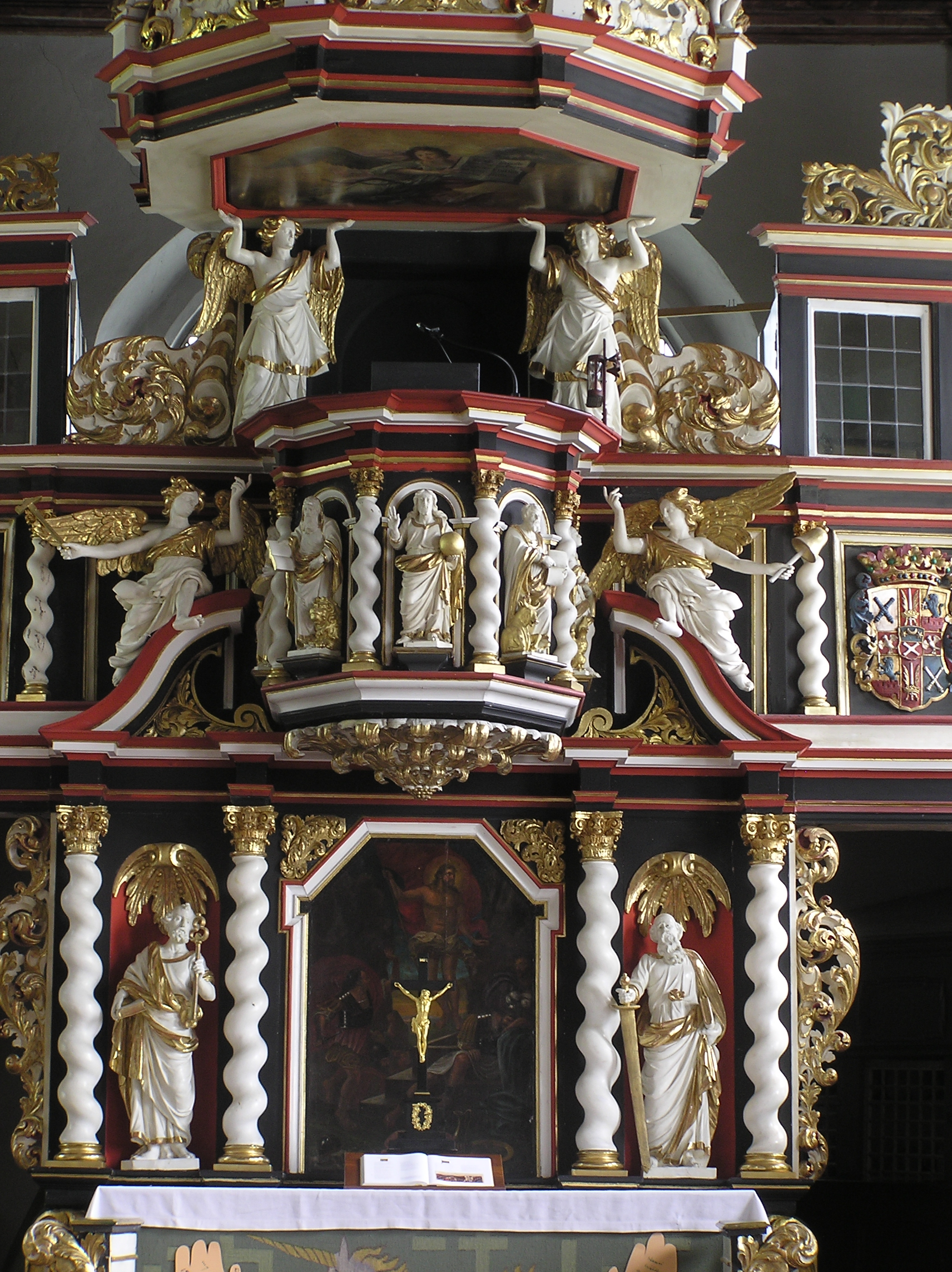
Der älteste Kanzelaltar Norddeutschlands (1688) in St. Pankratius, Hamburg-Neuenfelde
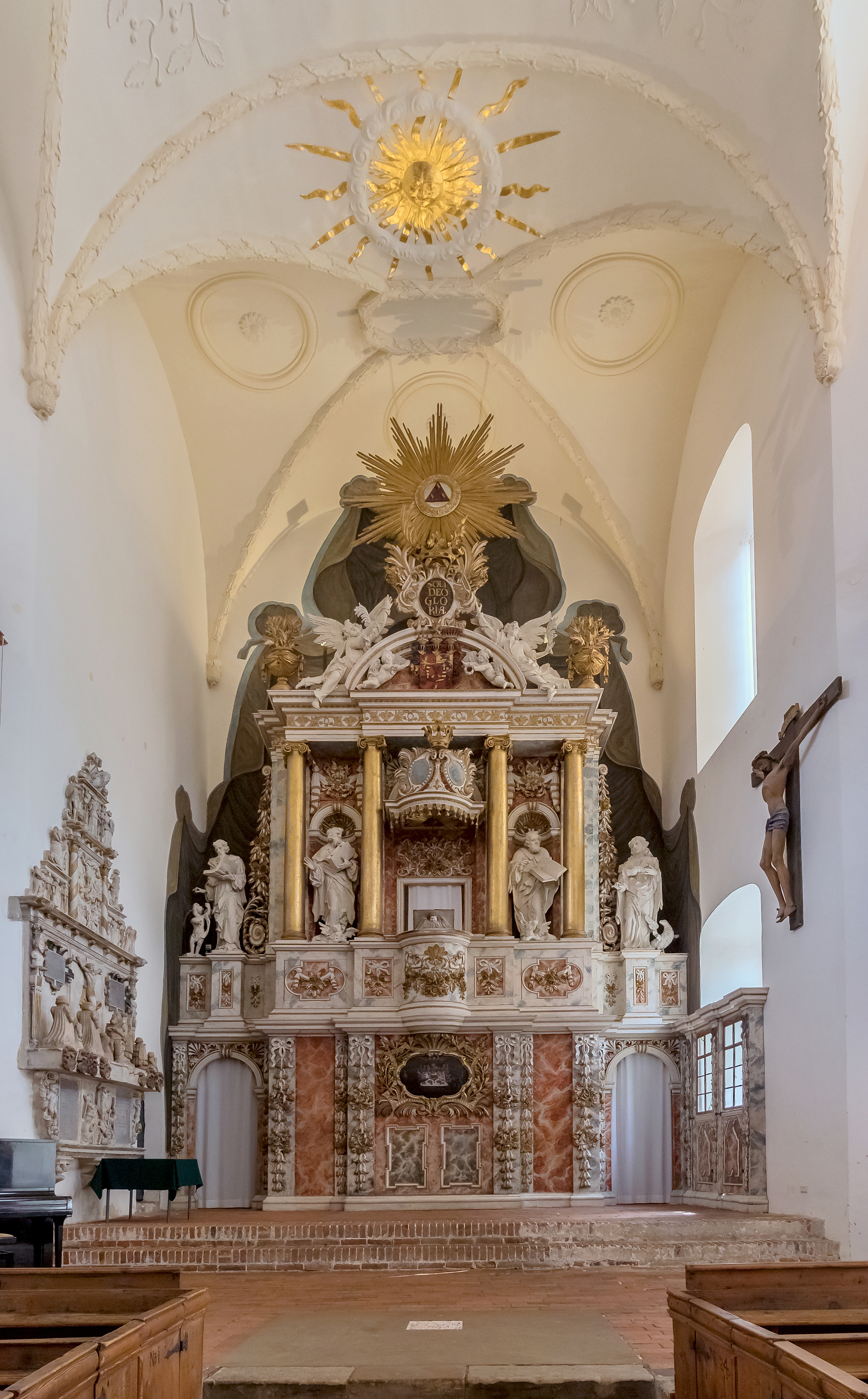
Kanzelaltar, St. Blasii, Quedlinburg
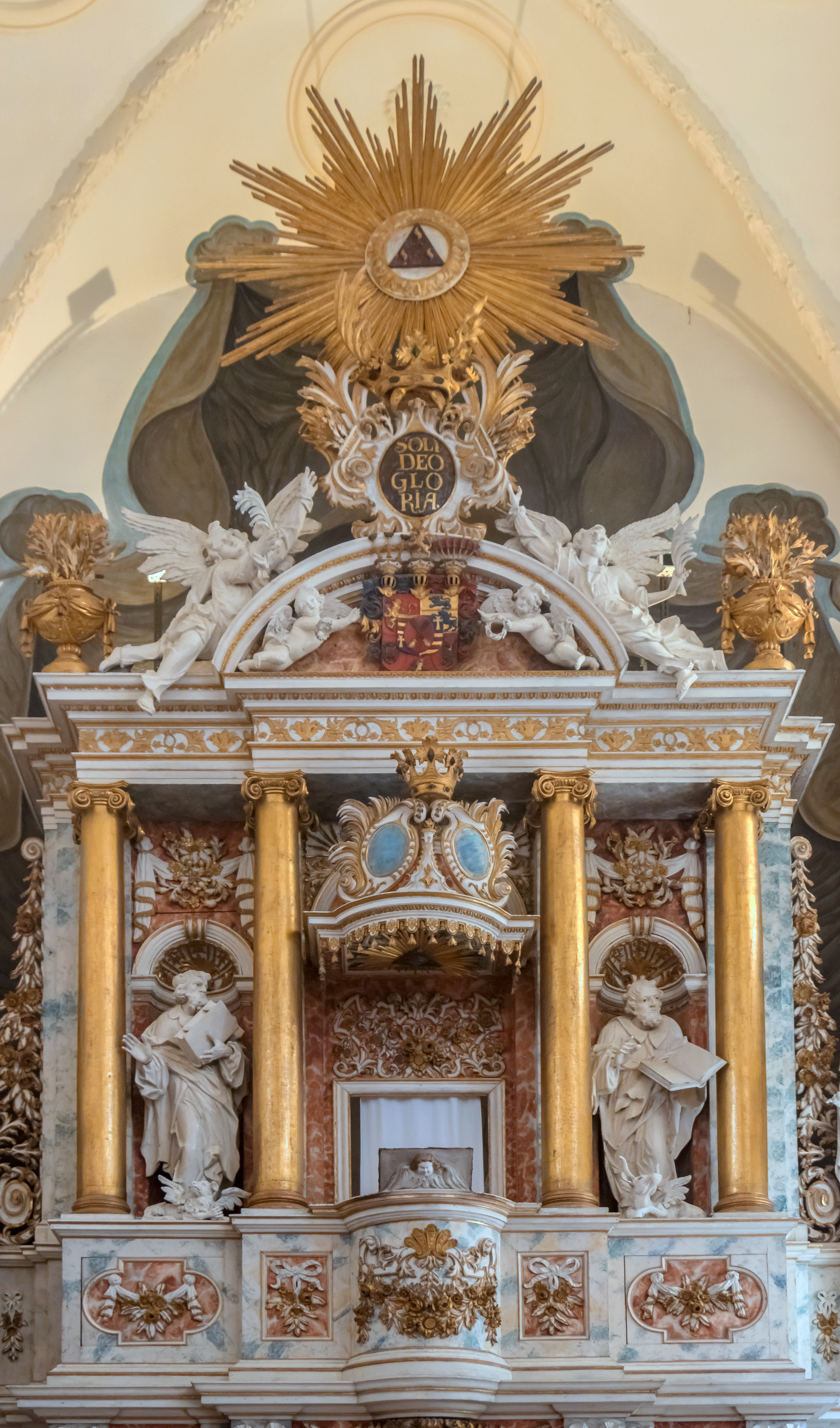
Kanzel des Kanzelaltars, St. Blasii, Quedlinburg

#### Kanzel-Orgel-Altar
Manchmal bezieht der Kanzelaltar auch die Orgel mit ein und verweist so darauf, dass die Verkündigung auch durch die Musik, vornehmlich durch den Gemeindegesang, erfolgt.

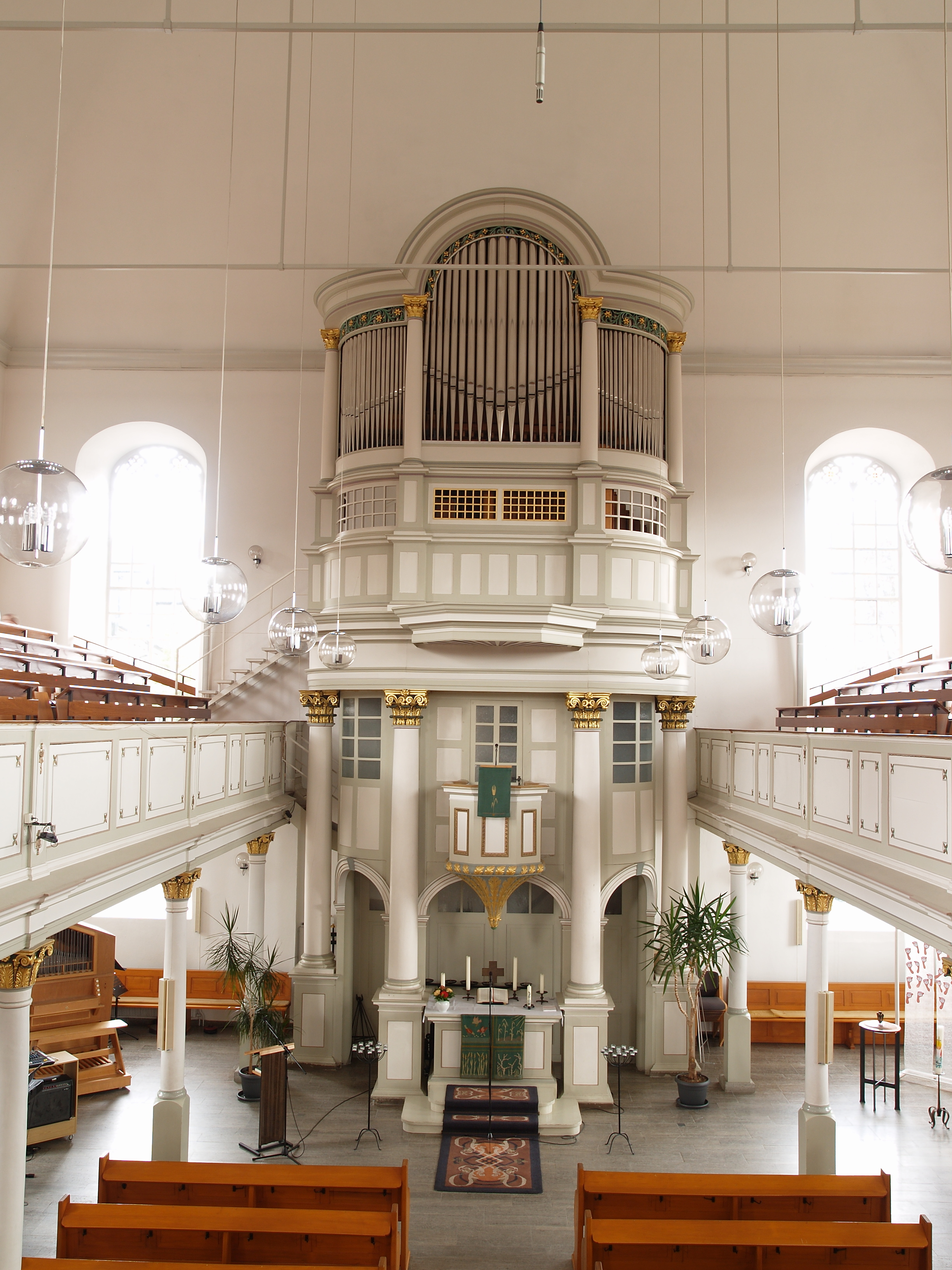
Kanzel-Orgel-Altar in der Pauluskirche in Hückeswagen
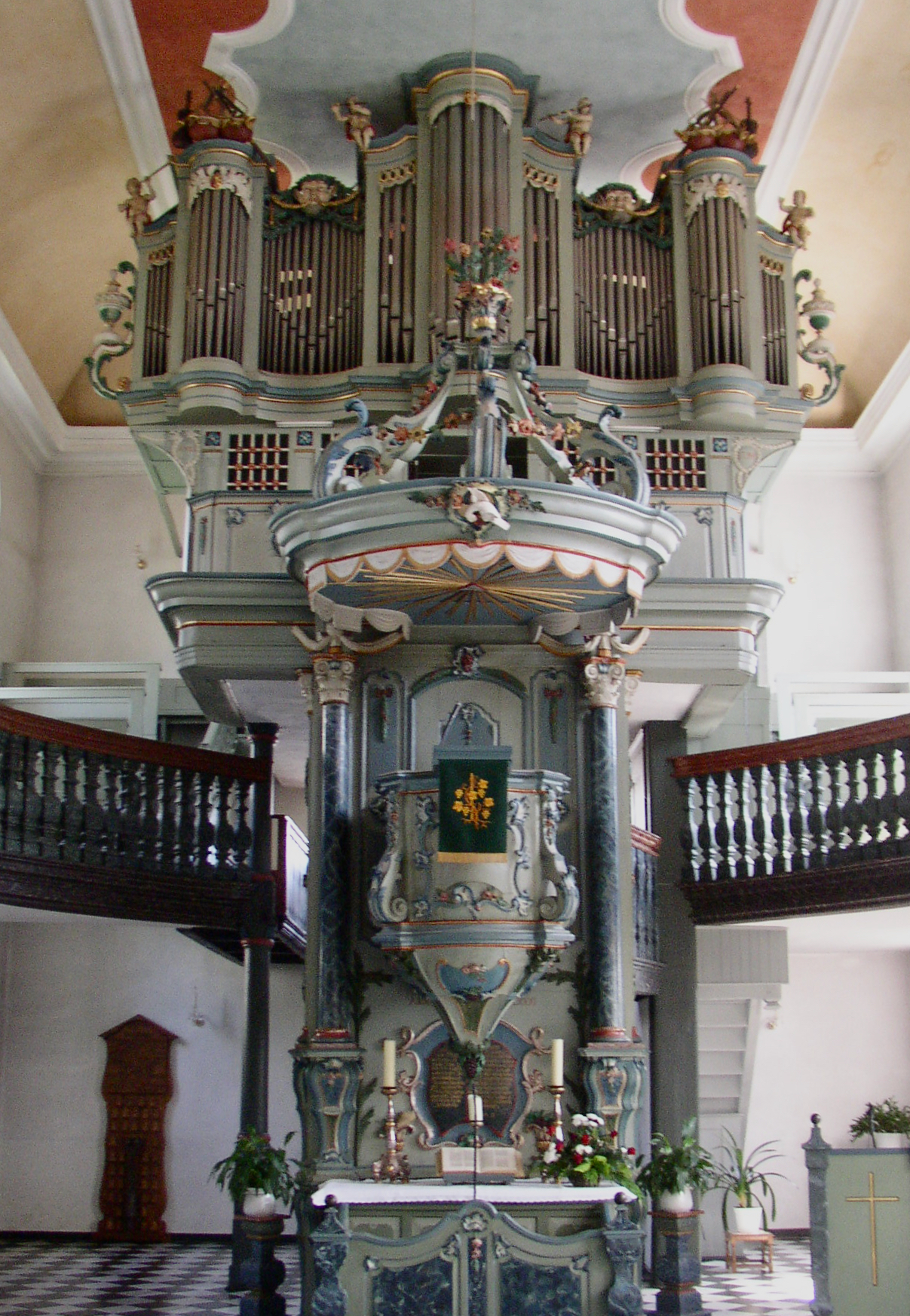
Kanzel-Orgel-Altar in der Evangelischen Kirche in Reichshof-Eckenhagen
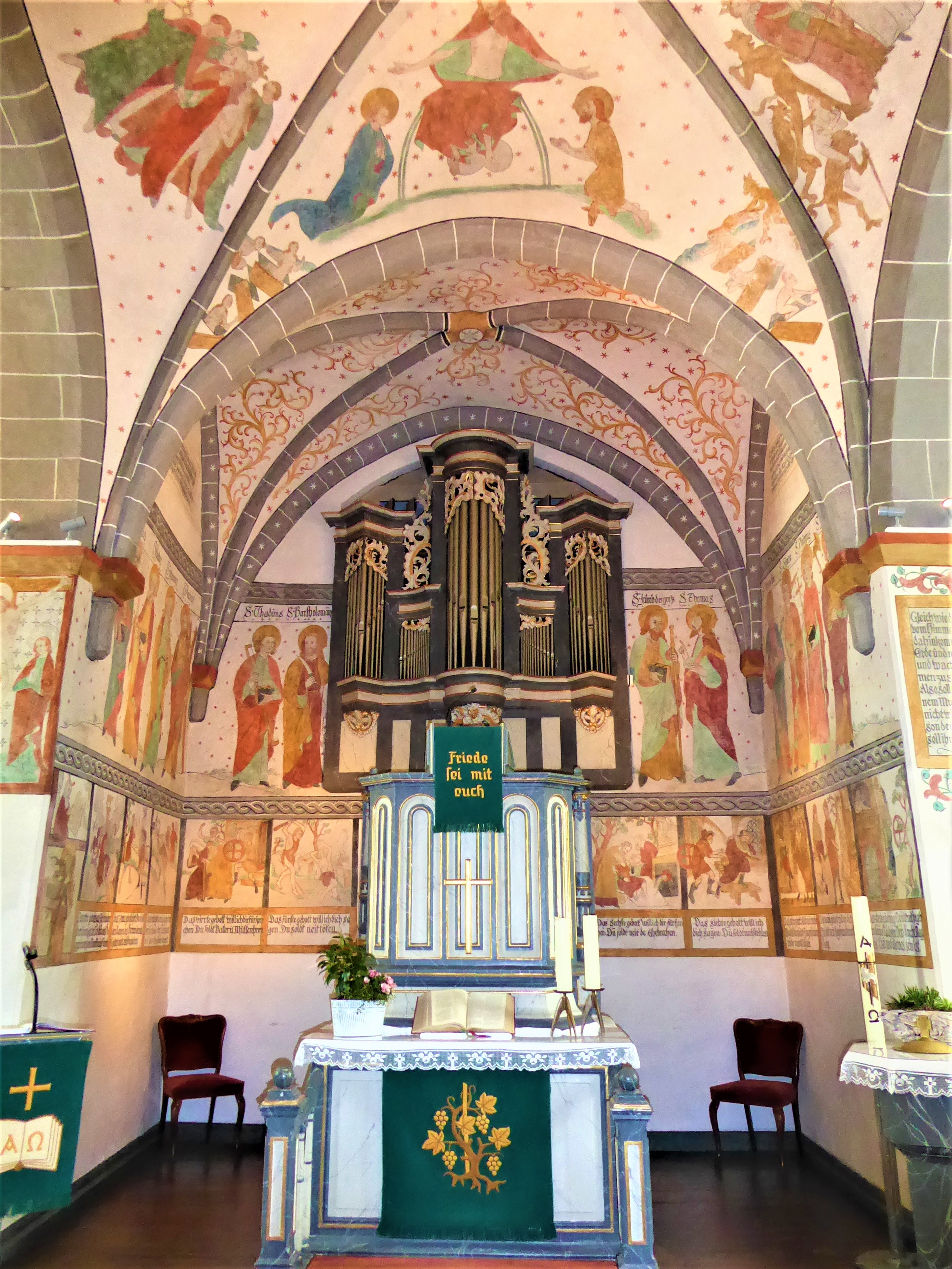
Kanzel-Orgel-Altar in der Evangelischen Kirche in Gummersbach-Lieberhausen
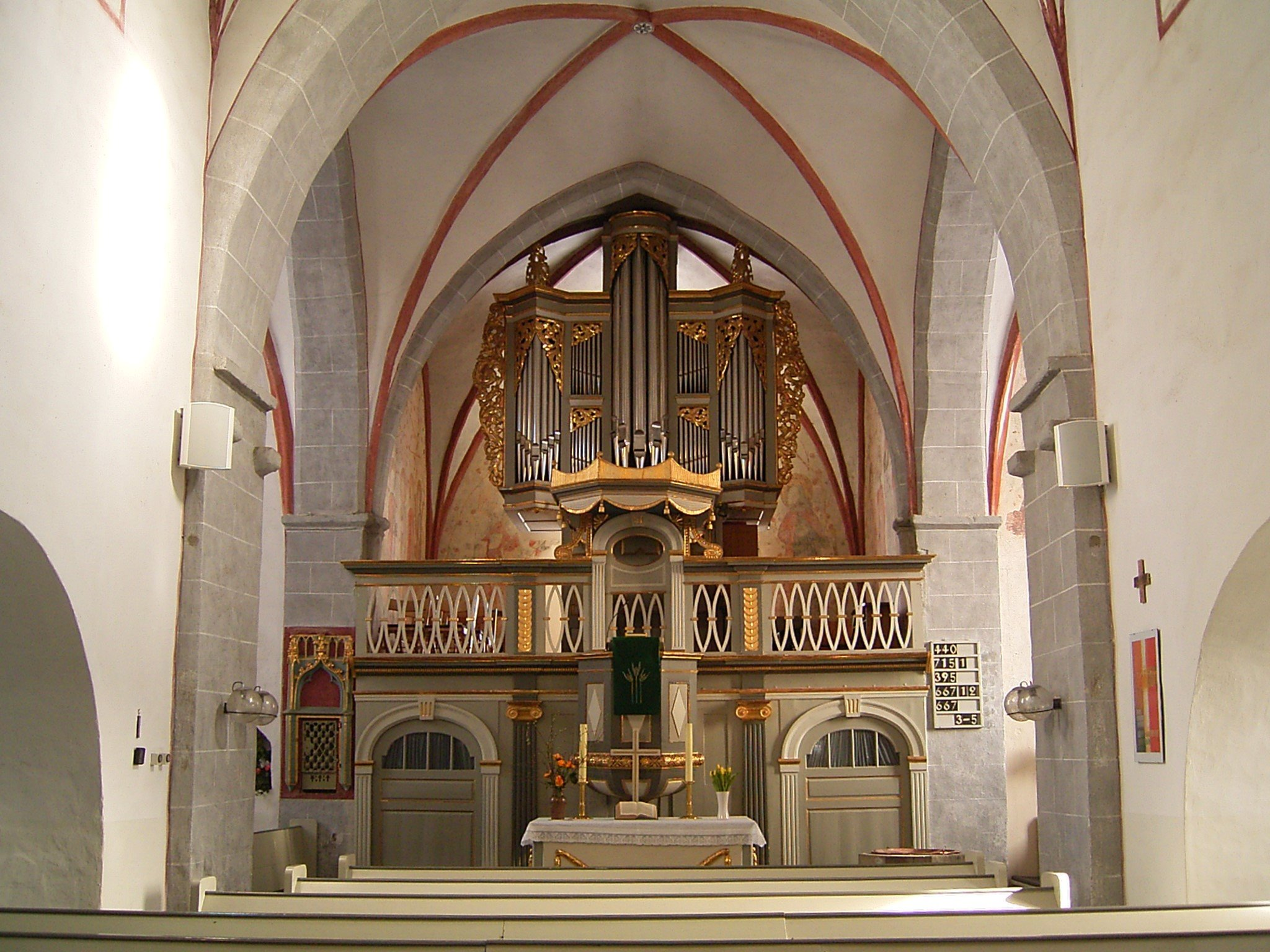
Kanzel-Orgel-Altar in der Evangelischen Kirche in Marienheide-Müllenbach
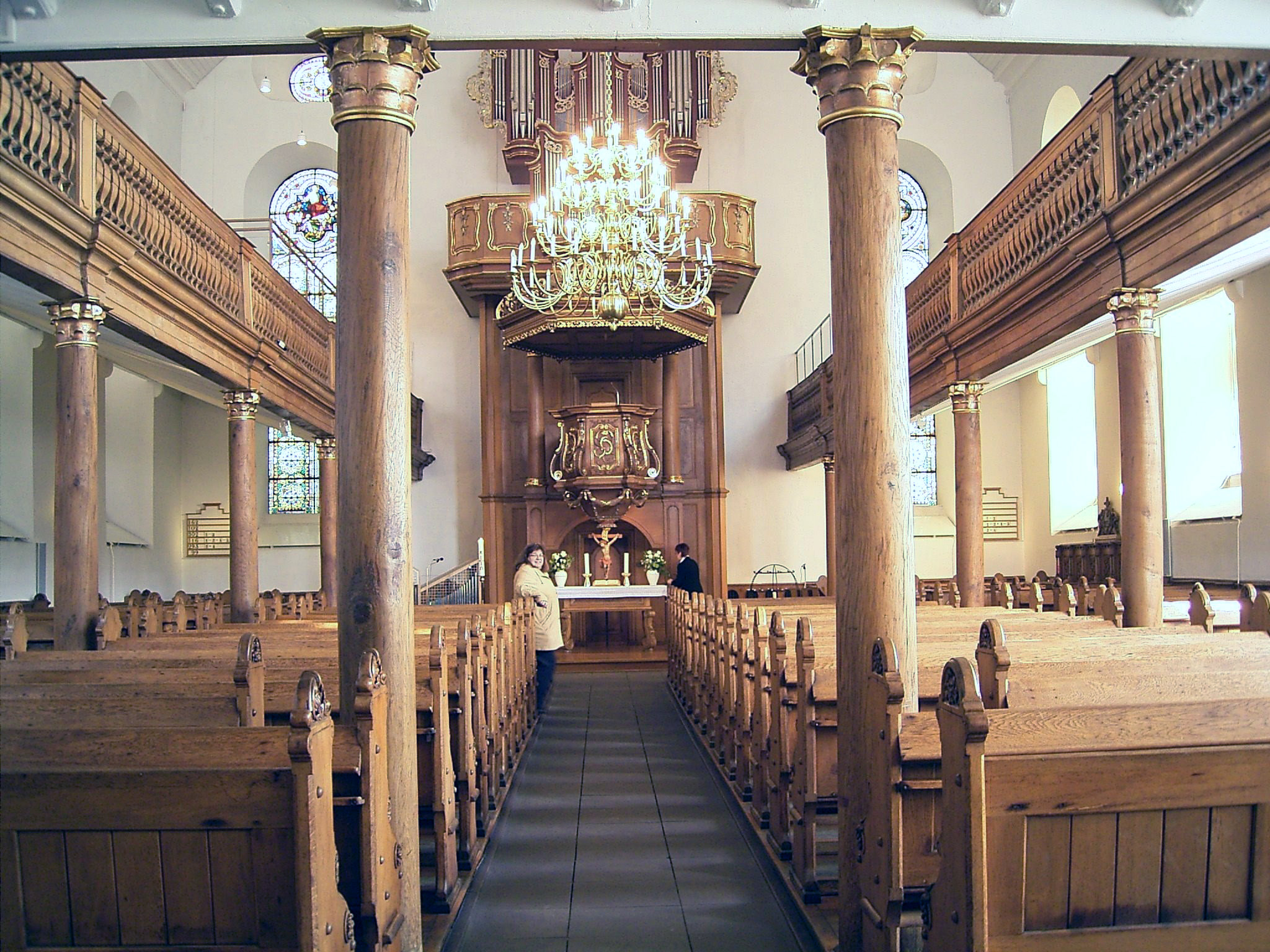
Kanzel-Orgel-Altar in der Stadtkirche in Remscheid-Lennep
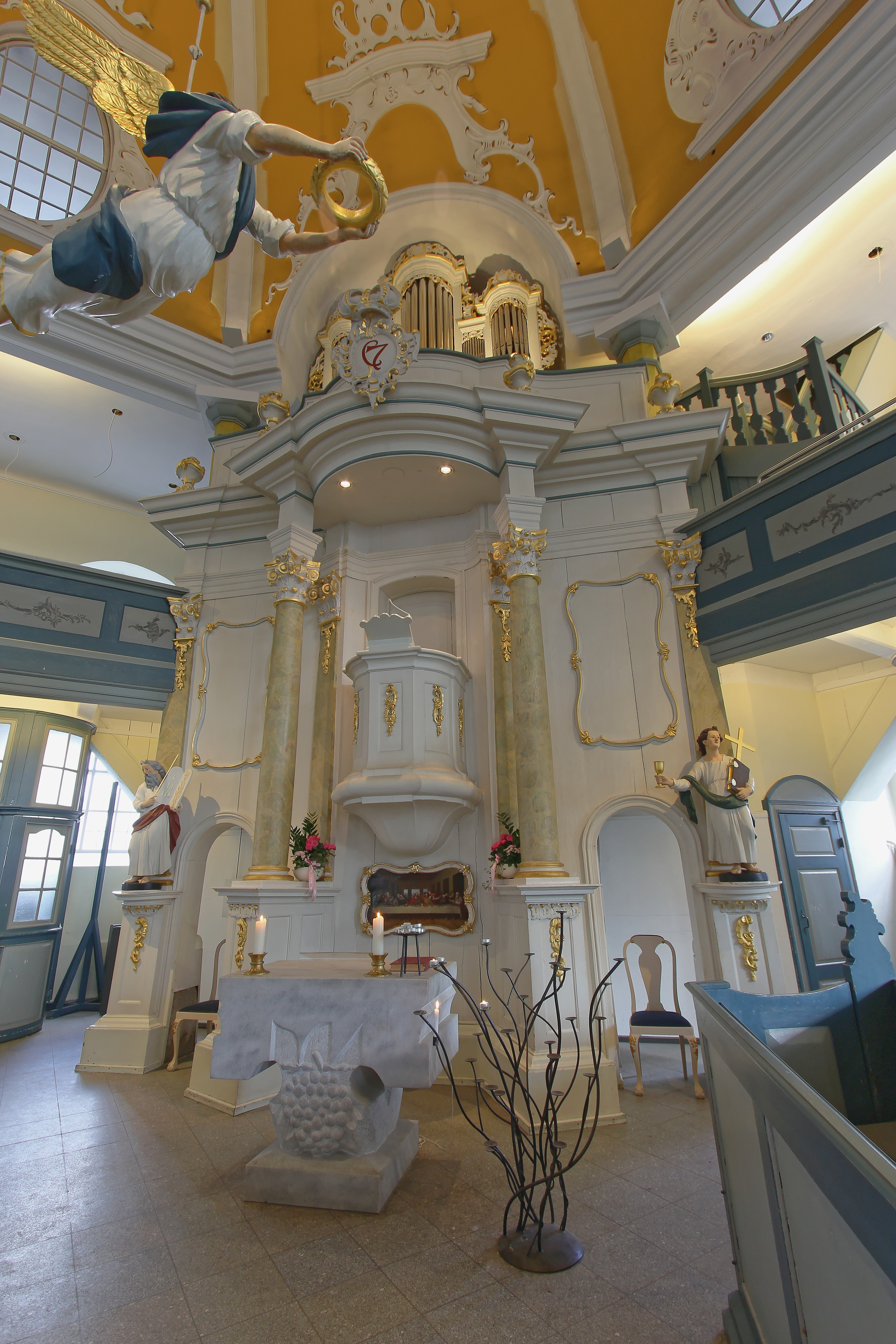
Kanzel-Orgel-Altar in der Kirche am Markt in Hamburg-Niendorf
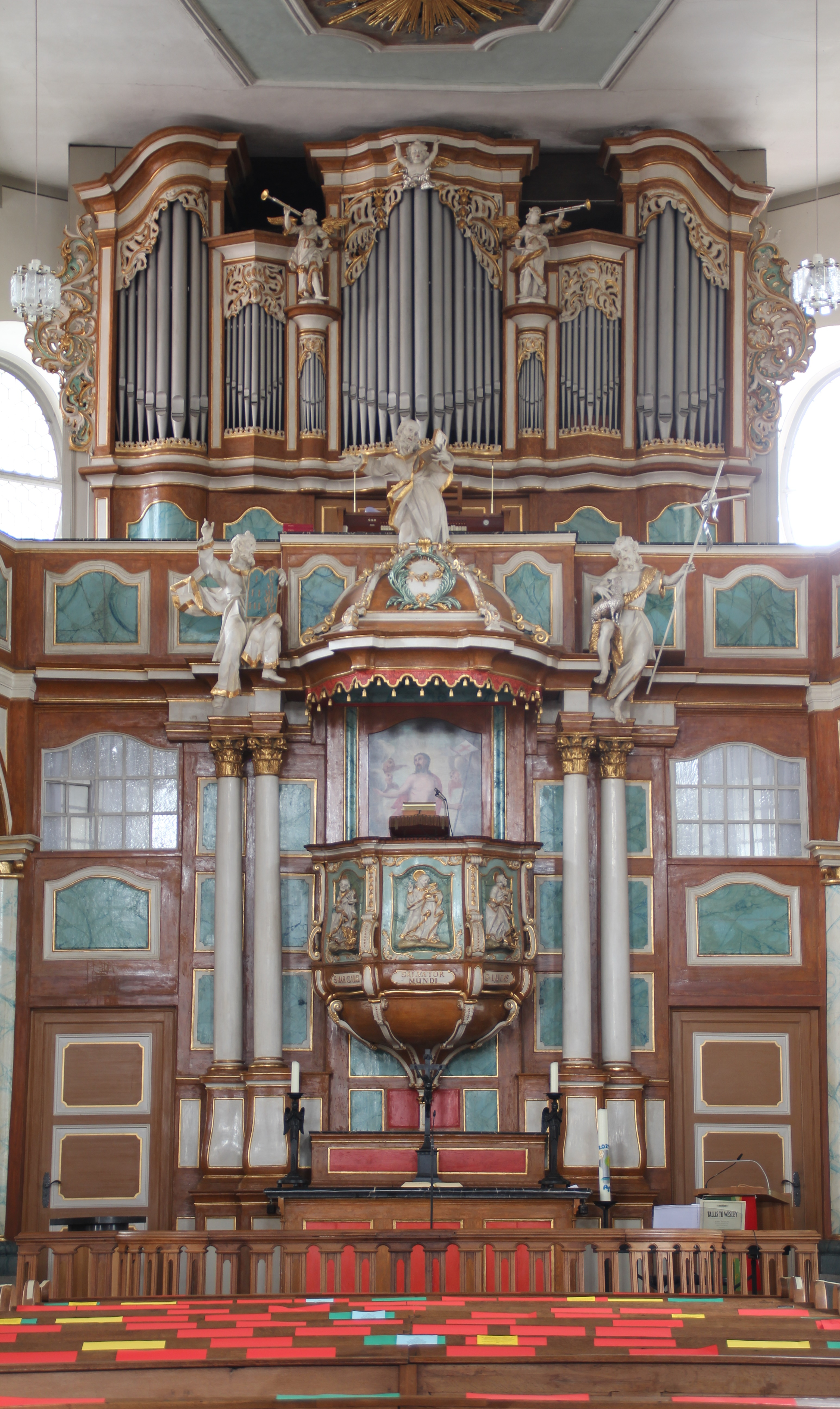
Lutherischer Kanzel-Orgel-Altar im Rokoko-Stil (1764) in der Hospitalkirche in Wetzlar

### Reformierte und Freikirchen
In der Reformierten Kirche, bei den Baptisten und Mennoniten sowie in einigen weiteren evangelischen Freikirchen gibt es keinen feststehenden Altar, da nach deren Verständnis des Abendmahles am „Tisch des Herrn“ kein Opfer dargebracht wird. Im Mittelpunkt des Gottesdienstes steht die Verkündigung des Wortes Gottes. Daher ist in diesen Kirchen die Kanzel in vielen Fällen mittig ausgerichtet. Der Abendmahlsfeier dient ein schlichter Abendmahlstisch.

### Altar in neuapostolischen Kirchen

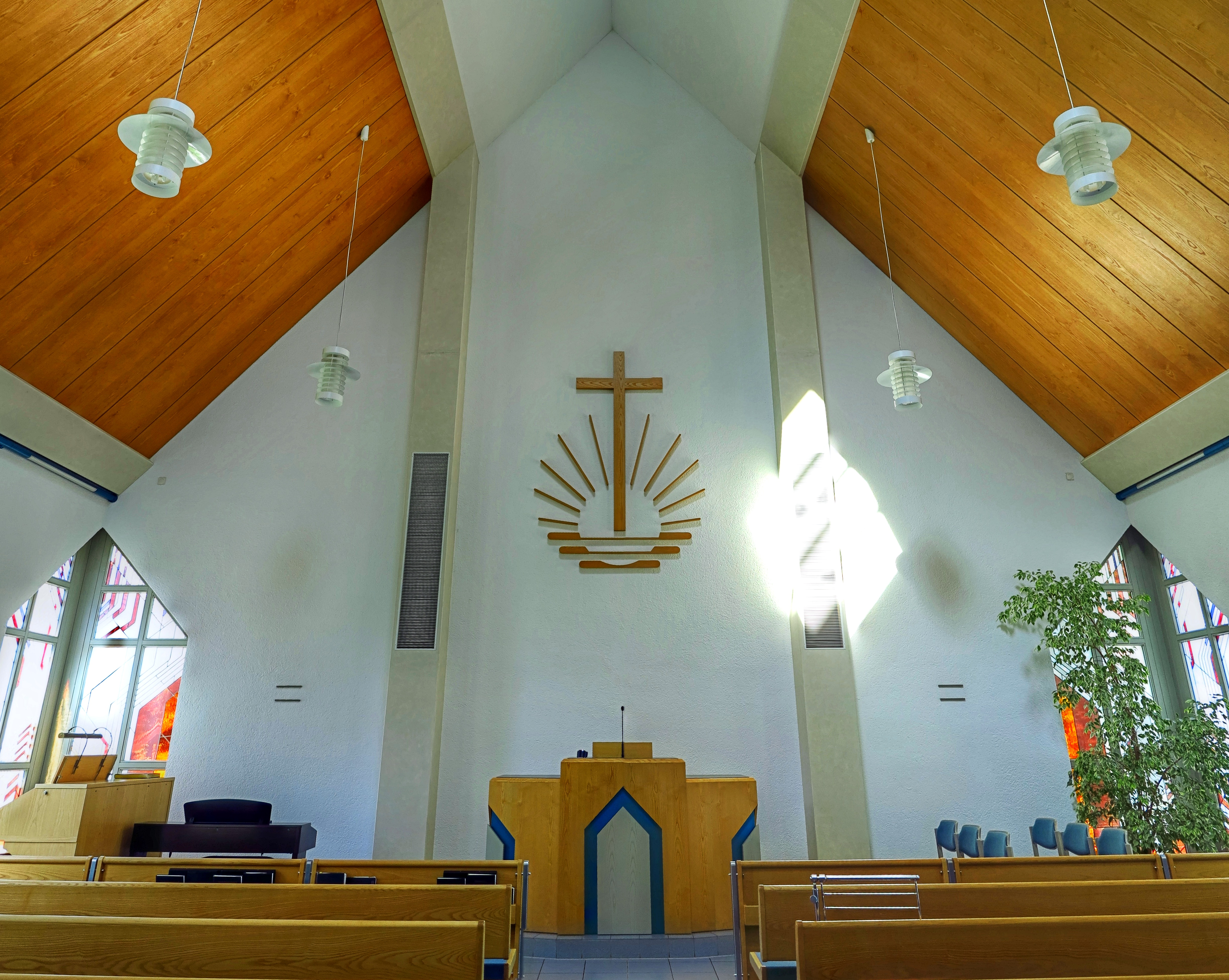
Altarraum der neuapostolischen Kirche in Gröbenzell

In der neuapostolischen Kirche dient der Altar sowohl der Predigt als auch der Gabenbereitung. Der Altar befindet sich meist auf einem leicht erhöhten Podest. In der Mitte des Altars liegt die Bibel. Während des Gottesdienstes stehen die Amtsträger hinter dem Altar und predigen von dort aus. Während des Gottesdienstes stehen auf dem Altar mit Hostien gefüllte Abendmahlskelche. Die Altäre sind für gewöhnlich mit Gestecken oder anderem Blumenschmuck versehen.

## Wicca

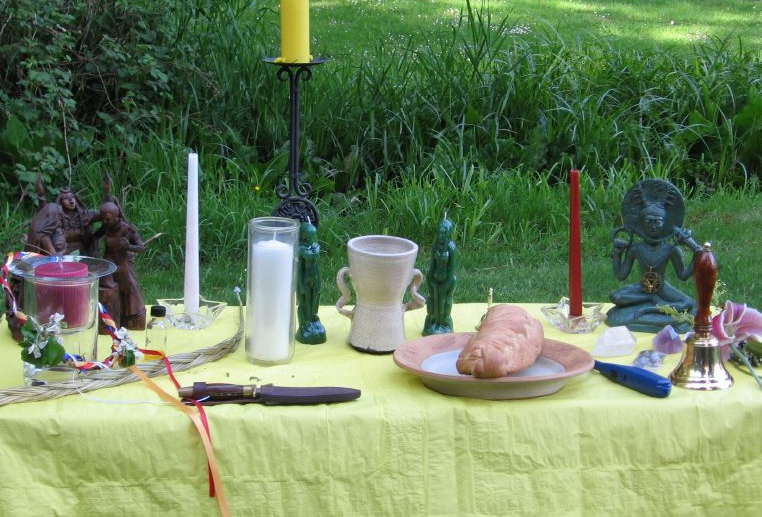
Ein Altar im Wicca, auf dem sich unter anderem Kerzen, ein Kelch und eine Athame befinden

Im Wicca ist ein Altar ein „Tisch oder Ort, welcher als Zentrum von Verehrung und dem Abhalten von Ritualen dient“ und auf welchem sowohl religiöse Objekte als auch Ritualgegenstände platziert werden, welche dazu dienen, die Göttin und den Gott zu verehren, Rituale zu vollziehen und/oder Anrufungen zu sprechen.
Im Wicca sind Altäre sehr unterschiedlich. Je nach Zweck des Altars und je nach spezieller Tradition unterscheidet sich oft das Material des Tisches, welcher als Altar genutzt wird. Viele Wiccas argumentieren, dass Holz am besten geeignet sei und andere, wie zum Beispiel der bekannte Autor Scott Cunningham, halten Stein für ein besser geeignetes Material.
Der Altar wird meist als persönlicher Ort verstanden, an dem Ritualmaterialien verwahrt werden. Manche Traditionen, wie zum Beispiel die Gardenische, bzw. auch weitere britisch traditionelle Traditionen, bewahren außerdem religiöse Symbole, wie Pentakel, oder Statuen der Göttin und des Gottes auf dem Altar auf. In den meisten Traditionen wird die linke Seite des Altars der Femininität, bzw. der Göttin und die rechte Seite der Maskulinität, bzw. dem Gott zugeordnet. Viele Wiccas ordnen ihren Altar so an, dass alle vier, bzw. fünf Elemente darauf repräsentiert sind. Dabei wird nach den Himmelsrichtungen vorgegangen; der Norden steht für Erde, der Osten für Luft, der Süden für Feuer, der Westen für Wasser und die Mitte für den Äther. Sie werden oft durch unterschiedliche Dinge repräsentiert, jedoch verbinden alle Traditionen des Wicca dieselben Elemente mit denselben Himmelsrichtungen.
Wenn neue Dinge auf den Altar gelegt werden, wird meist in deosil (mit dem Uhrzeigersinn) um den Altar gelaufen; wenn ein Gegenstand entfernt wird, wird widdershins (gegen den Uhrzeigersinn) gelaufen.
Dinge, die häufig auf dem Altar Platz finden, sind:
- Athame
- Besen
- Kerzen
- Kessel
- Kelch
- Räucherwerk
- Pentakel
- Stab

In manchen Traditionen werden die Elemente durch diese Gegenstände repräsentiert, jedoch werden meist zusätzliche Dinge, wie zum Beispiel Mineralien, Pflanzen, Federn, oder andere natürliche Rohstoffe zur Repräsentation der Elemente auf dem Altar genutzt.